# 1950
1950 (MCML) byl rok, který dle gregoriánského kalendáře započal nedělí.

## Události
Automatický abecedně řazený seznam viz Kategorie:Události roku 1950

### Česko
- 1. leden – Vedení matrik bylo převedeno z církví na státní správu.
- 26. leden – Začaly Stavby mládeže; první z nich byla stavba hutního kombinátu v Kunčicích u Ostravy.[zdroj?]
- 1. březen – Bylo provedeno sčítání lidu. ČSR měla 12 338 450 obyvatel (z toho České země 8 896 133 a Slovensko 3 442 317).
- 2. březen – V Českých Budějovicích byl ukončen provoz tramvajové dopravy.
- 16. březen – Ministerstvo zahraničí ČSR požádalo představitele pražské nunciatury Vatikánu Ottavia de Livu, aby opustil ČSR.
- 20. březen – Římskokatoličtí biskupové a duchovní v ČSR byli donuceni složit tzv. slib věrnosti republice, kterým byl podmíněn státní souhlas k výkonu duchovenské činnosti.
- 24. březen – Skupina pilotů ČSA při koordinovaném útěku za železnou oponu unesla tři obsazená letadla do Erdingu u Mnichova v západním Německu; nikdo nebyl zraněn.[1]
- 2. duben – Na sjezdu v Praze vznikl jednotný Československý svaz žen.
- 4. duben – Vynesením těžkých trestů skončil pražský proces s představiteli církevních řádů.
- 19. duben – Úřady zakázaly činnost střediska americké informační služby v Praze. (Činnost britského informačního střediska byla zastavena 12. května.)
- 25. duben – Byl odvolán ministr národní obrany Ludvík Svoboda. Místo něj byl jmenován Alexej Čepička.
- 5. květen – Ze svých funkcí byli odvoláni Gustáv Husák (předseda Sboru pověřenců) a Ladislav Novomeský (pověřenec pro školství).
- 5. květen – Na hranici s Bavorskem byl příslušníky SNB postřelen legendární převaděč Kilián Nowotny.
- 14. květen – Začala rozsáhlá propagandistická kampaň – podpisová akce k rezoluci sjezdu obránců míru ve Stockholmu. Do konce května podepsalo tzv. Stockholmskou výzvu 9 448 548 občanů ČSR.
- 18. květen – Byl přijat nový vysokoškolský zákon, jenž zcela likvidoval tradiční akademické svobody.
- 31. květen – V Praze začal proces s Miladou Horákovou a spol.
- 16. červen – Byl popraven Veleslav Wahl, student přírodovědecké a právnické fakulty UK z politických důvodů
- 27. červen – Byla popravena Milada Horáková.
- 14. července – V Národním památníku na Vítkově byl odhalen pomník Jana Žižky od sochaře Bohumila Kafky.

### Svět
- 6. leden – Velká Británie diplomaticky uznala Čínskou lidovou republiku.
- 12. leden – V Sovětském svazu byl opět zaveden trest smrti za vlastizradu, špionáž a sabotáž. (Původně byl zrušen v květnu 1947.)
- 21. leden – USA oznámily objevení 93. chemického prvku. Podle místa, kde byl objeven (Berkeley v Kalifornii), byl nazván berkelium.
- 23. leden – Izraelský parlament proklamoval Jeruzalém za hlavní město země.
- 24. leden – Indie se podle nové ústavy stala republikou.
- 27. leden – V Marseille vrátili neznámí zloději šperky a drahé kameny v hodnotě 150 milionů franků, jež byly ukradeny manželce Agy Chána.
- 31. leden – Prezident USA Harry S. Truman vyzval komisi pro atomovou energii, aby urychlila vývoj vodíkové bomby.
- 1. únor – Urho Kekkonen byl zvolen finským předsedou vlády.
- 3. únor – V Londýně byl zatčen fyzik německého původu Klaus Fuchs, jenž byl poté odsouzen ke 14 letům vězení. Informace o výrobě vodíkové bomby, jež posílal do Moskvy, umožnily Sovětskému svazu vyrovnat americký náskok v této oblasti.
- 6. únor – Americký vysoký komisař pro Německo John McCloy oznámil ve Stuttgartu politický program Spojenců pro Německo.
- 7. únor – USA a Velká Británie uznaly vietnamskou vládu Bao Daie, ač SSSR uznal 31. 1. vládu jeho protivníka Ho Či Mina.
- 8. únor – V NDR vzniklo Ministerstvo státní bezpečnosti, zaměřené na boj proti špionáži, sabotážím a protistátní činnosti – ve skutečnosti hlavní instituce represivního státního aparátu
- 12. únor – Albert Einstein varoval v televizním vystoupení před výrobou vodíkové bomby, kterou požadoval prezident Harry S. Truman.
- 14. únor – V Moskvě byla podepsána smlouva o přátelství mezi SSSR a Čínou.
- 1. březen
  - Klaus Fuchs, usvědčený ze špionáže pro SSSR, byl odsouzen k 14 letům káznice.
  - Čankajšek byl opět zvolen prezidentem Tchaj-wanu.
- 6. březen – USA a Velká Británie protestovaly proti vykázání Němců z Polska.
- 7. březen – Island byl přijat do Rady Evropy.
- 8. březen – Konrad Adenauer navrhl unii Německa a Francie se společným parlamentem.
- 12. březen – V belgickém  referendu se 58 % hlasujících vyslovilo pro návrat krále Leopolda III. do vlasti.
- 1. duben – Stalin oznámil v Moskvě svůj plán, který předpokládal dalekosáhlé přeměny přírodních podmínek Sovětského svazu až k Uralu.
- 8. duben – Sovětské bojové letadlo sestřelilo nad Baltským mořem neozbrojený hlídkový letoun amerického letectva, jenž údajně porušil sovětský vzdušný prostor. 10 členů posádky zahynulo.
- 24. duben – Bylo vyhlášeno Jordánské království, jež vzniklo po anexi arabské části Palestiny Zajordánskem.
- 27. duben – Velká Británie uznala diplomaticky Izrael.
- 1. květen – V Západním Berlíně proběhly demonstrace proti setkání FDJ (Svobodná německá mládež) ve východním Berlíně.
- 8. květen – Generál Čankajšek požádal USA o zbraně pro boj proti Čínské lidové republice.
- 9. květen – Francouzský ministr zahraničí Robert Schuman představil tzv. Schumanův plán na sjednocení Evropy.
- 11. květen – V Königswinteru byla založena celoněmecká politická stran CDU. Prvním předsedou se stal Konrad Adenauer.[zdroj?]
- 13. května – Uskutečnil se historicky první závod Formule 1. Velkou cenu Velké Británie a nakonec i celou sezonu vyhrál Ital Giuseppe Farina s týmem Alfa Romeo.
- 14. květen – V ČSR začala rozsáhlá propagandistická kampaň – podpisová akce k rezoluci sjezdu obránců míru ve Stockholmu. Do konce května podepsalo tzv. Stockholmskou výzvu 9 448 548 občanů ČSR.
- 16. květen – Starosta Berlína Ernst Reuter odmítl podmínky sovětského velitele města pro svobodné volby v celém Berlíně (odchod všech okupačních jednotek a právo veta pro Sovětský svaz ve výboru čtyř velmocí).
- 18. květen – V Cáchách byla poprvé udělena cena Karla Velikého za zásluhy o evropskou jednotu. Jejím prvním nositelem se stal Richard Mikuláš Coudenhove-Kalergi.
- 3. červen – Louis Lachenal a Maurice Herzog se stali prvními horolezci, kterým se podařilo stanout na vrcholu vyšším než 8000 m n. m. Konkrétně na Annapurně.
- 25. červen – Severokorejská armáda vstoupila na území Jižní Koreje a začala Korejská válka.
- 6. července – Německá demokratická republika a Polsko uzavřeli Zhořeleckou smlouvu o společných hranicích.
- 27. červenec – Australský herpetolog a lovec hadů Kevin Budden jako první na světě odchytil taipana velkého. Den na to zemřel na následky uštknutí, které při lovu utrpěl.
- 12. srpen – Pius XII. vydal encykliku Humani generis.
- 21. říjen – Komunistická Čína obsadila vojensky Tibet.
- 28. říjen – Vznikla nejstarší evropská fotbalová fanouškovská skupina Torcidy Split.
- 29. října – Po 43 letech vlády zemřel švédský král Gustav V. a na trůn nastoupil jeho syn Gustav VI. Adolf.

## Vědy a umění
- 1. března – v Filadelfii proběhla světová premiéra opery Konzul.
- 17. března – V jaderné laboratoři kalifornské univerzity v Berkeley byl objeven chemický prvek kalifornium.
- 2. prosince – V USA vyšel soubor devíti sci-fi povídek Isaaca Asimova pod názvem Já, robot (kniha) (I, Robot). Knížku vydalo Genome Press

### Knihy
- Druhá světová válka – Winston Churchill
- Já, robot – Isaac Asimov
- Lev, čarodějnice a skříň – Clive Staples Lewis
- Marťanská kronika – Ray Bradbury

## Nobelova cena
- Nobelova cena za fyziku – Cecil Frank Powell
- Nobelova cena za chemii – Otto Paul Hermann Diels, Kurt Alder
- Nobelova cena za fyziologii a lékařství – Edward Calvin Kendall, Tadeus Reichstein, Philip Showalter Hench za výzkumy hormonů kůry nadledvin
- Nobelova cena za literaturu – Bertrand Russell
- Nobelova cena za mír – Ralph Bunche za služby při řešení palestinského konfliktu

## Narození

### Česko

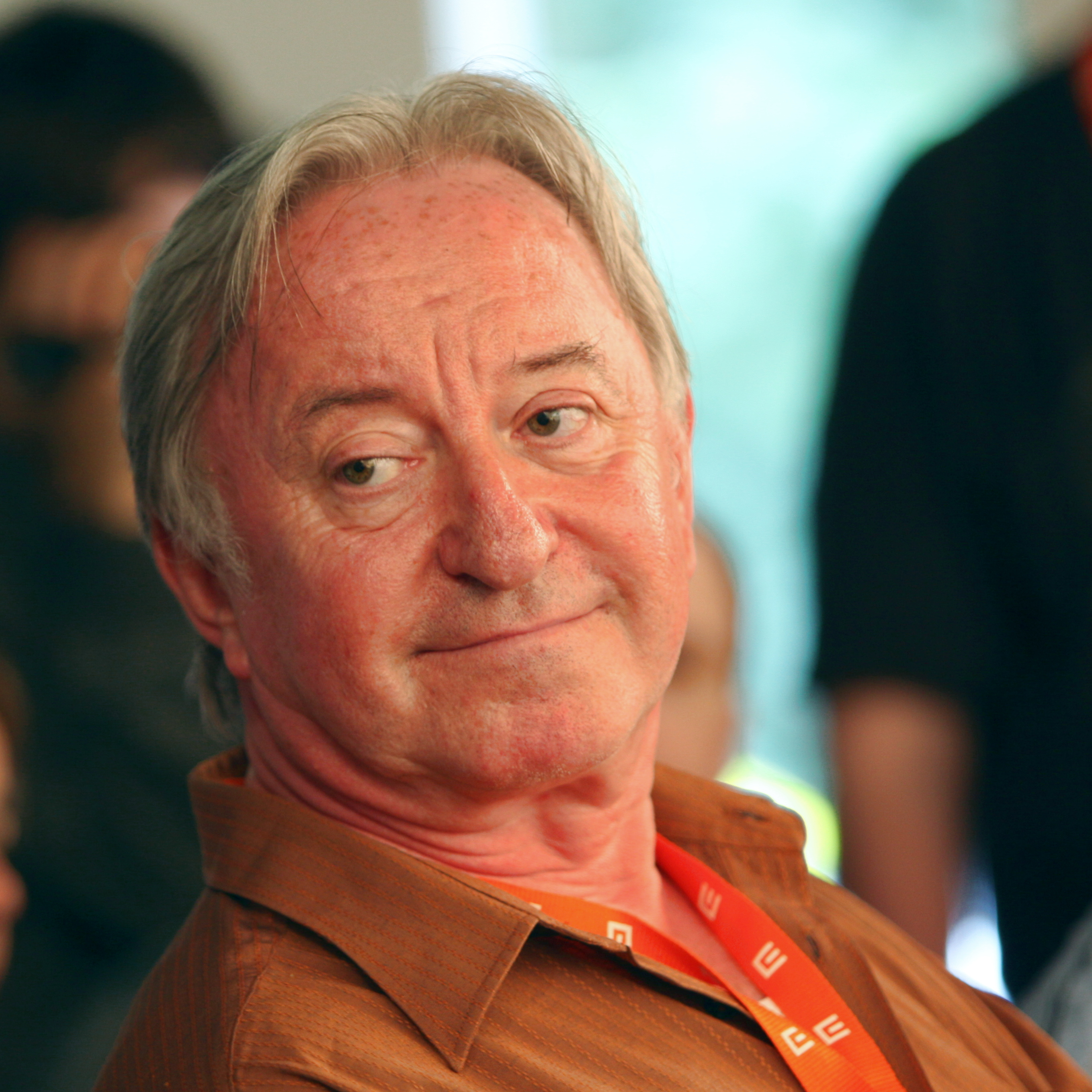
Jiří Lábus (* 26. ledna)

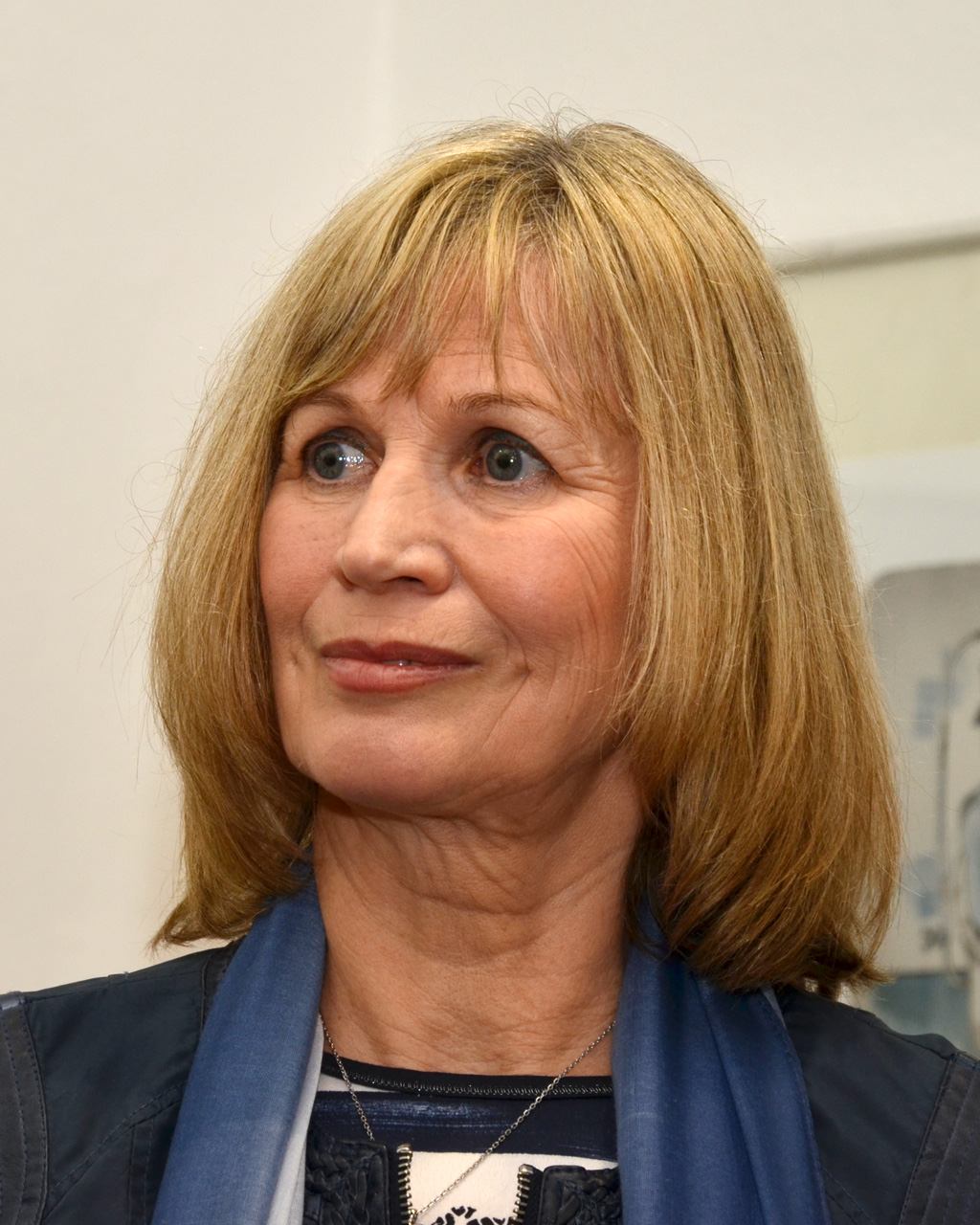
Jitka Molavcová (* 17. března)

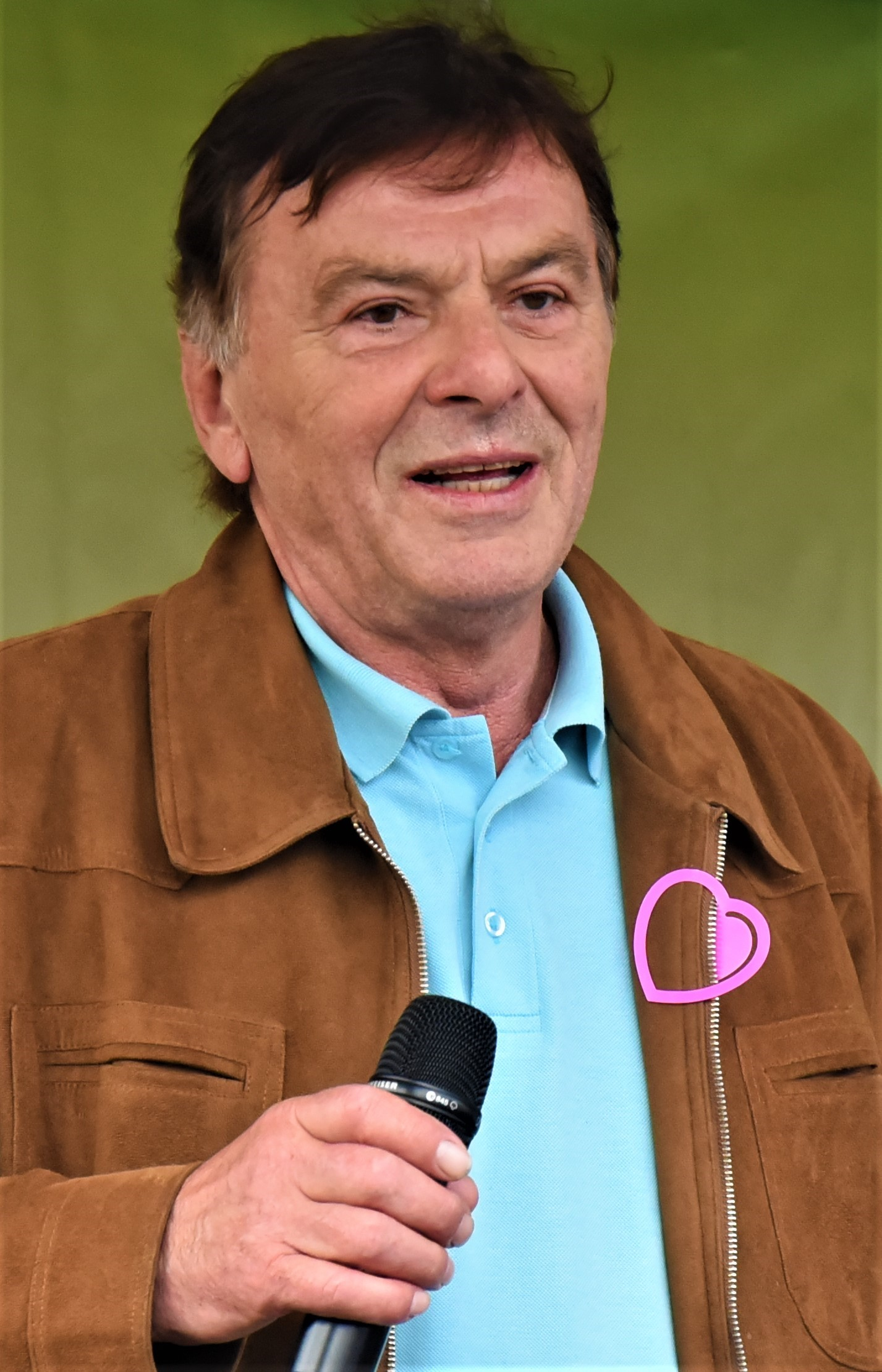
Pavel Trávníček (* 26. října)

- 1. ledna – Antoni Szpyrc, amatérský historik, folklorista a malíř († 29. prosince 2014)
- 2. ledna – Helena Maršálková, folková a countryová zpěvačka
- 4. ledna – Pavel Hazuka, ředitel Národní knihovny v Praze
- 6. ledna – Ladislav Daniel, historik umění
- 13. ledna – Anna Malchárková, básnířka, prozaička, sběratelka folkloru
- 14. ledna – Pavel Růžička, hudebník, skladatel
- 20. ledna – Petr Ritter, právník, prozaik a scenárista
- 26. ledna
  - Jiří Lábus, herec
  - Ivan Hlinka, československý hokejový útočník († 16. srpna 2004)
- 27. ledna – Jiří Bubla, československý hokejový obránce
- 2. února – Marie Stiborová, bioložka a politička
- 7. února – Jiří Stodůlka, politik a energetik
- 10. února – Josef Veselý, rozhlasový autor, publicista, moderátor
- 12. února – Bořek Zeman, malíř, sochař, medailér a pedagog († 30. května 2014)
- 14. února – Pavel Kouřil, archeolog a historik
- 18. února – Václav Šanda, geodet, kartograf
- 1. března
  - Karel Rechlík, výtvarník, grafik a výtvarný teoretik
  - Lubomír Voleník, první prezident Nejvyššího kontrolního úřadu († 5. června 2003)
- 10. března
  - Jiří Cieńciała, ministr průmyslu a obchodu ČR
  - Petr Kalandra, kytarista, hráč na foukací harmoniku a skladatel († 7. září 1995)
- 12. března – Vladimír Goněc, český a slovenský historik a politolog
- 17. března – Jitka Molavcová, herečka, zpěvačka, spisovatelka, muzikantka a moderátorka
- 18. března – Václav Špale, malíř
- 20. března – Zuzana Ondrouchová, herečka († 3. února 1978)
- 21. března – Ivan Vít, kameraman
- 31. března
  - Jiří Josek, bohemista, překladatel, redaktor a divadelní režisér († 10. srpna 2018)
  - Karel Smyczek, režisér, scenárista a herec
- 1. dubna – Richard Hindls, rektor Vysoké školy ekonomické v Praze
- 6. dubna – Zbyněk Kočvar, typograf, grafický designér a pedagog
- 11. dubna – Jiří Novák, ministr spravedlnosti České republiky
- 12. dubna – Petr Dvořák, hudebník, skladatel
- 13. dubna – Jiří Crha, československý hokejový brankář
- 15. dubna – Karel Kroupa, československý fotbalista a reprezentant
- 20. dubna – Jiří Našinec, romanista, překladatel z rumunštiny, francouzštiny a moldavštiny
- 25. dubna – Miroslav Kačor, dokumentarista, scenárista, režisér a spisovatel († 20. března 2018)
- 26. dubna – Vlastimil Třešňák, folkový písničkář, spisovatel, výtvarník a fotograf
- 29. dubna – Ladislav Kučera, kytarista, písničkář, zpěvák a výrobce kytar
- 3. května – Bohuslav Klíma mladší, archeolog a vysokoškolský pedagog
- 5. května – Miroslav Hauner, fotograf
- 9. května – Jan Kašpar, básník a pedagog
- 10. května – Miroslav Sychra, fotograf a politik
- 11. května – Genadij Rumlena, herec
- 14. května
  - Jaroslav Maxmilián Kašparů, psychiatr, pedagog, premonstrátský jáhen a esperantista
  - Milan Kajkl, československý hokejový obránce († 18. ledna 2014)
- 17. května
  - Eva Gorčicová, divadelní herečka
  - Jaromír Havlík, pedagog a muzikolog
- 20. května – Miki Jelínek, kytarista, zpěvák, písničkář, textař, dramatik, herec
- 22. května – Libor Radimec, československý fotbalový reprezentant
- 23. května – Milan Pitkin, herec a komik
- 25. května
  - Otomar Kvěch, hudební skladatel a pedagog († 16. března 2018)
  - Miloš Holeček, předseda Ústavního soudu († 16. dubna 2016)
- 26. května – Jiří Kubový, malíř
- 28. května – Jiří Zemánek, soudce Ústavního soudu
- 2. června – Renáta Doleželová, herečka († 12. června 2000)
- 3. června – Jiří Panocha, houslista
- 5. června – Jitka Zelenková, zpěvačka
- 6. června – Jiří Novák, československý hokejový útočník
- 7. června – Ivo Železný, spisovatel, nakladatel, překladatel
- 10. června – Kateřina Charvátová, historička a archeoložka
- 12. června – Martin Mysliveček, klasický kytarista
- 13. června – Antonín Jančařík, speleolog († 25. listopadu 2018)
- 15. června – Petr Němec, zpěvák, skladatel a hudebník
- 17. června – Vladimír Dolejš, motoristický publicista
- 22. června
  - Alexander Goldscheider, hudební skladatel, producent, kritik
  - Irena Fuchsová, spisovatelka
- 3. července – Jan Zajíc, student, jenž spáchal sebevraždu po vzoru Jana Palacha († 25. února 1969)
- 13. července – Jiří Voříšek, prezident České společnosti pro systémovou integraci
- 15. července
  - Jiří Kovařík, historik a autor literatury faktu
  - Jiří Malenovský, soudce Ústavního soudu České republiky
- 17. července – Stanislav Tůma, fotograf († 14. září 2005)
- 18. července – Jaroslava Brousková, herečka
- 19. července
  - Milan Kondr, primátor Prahy
  - Jiří Pelán, literární historik a překladatel
- 22. července
  - Adam Černý, novinář († 29. června 2024)
  - Petr Matějů, sociolog a politik († 16. června 2017)
  - Miloslava Rezková, olympijská vítězka a mistryně Evropy ve skoku do výšky († 19. října 2014)
- 24. července – František Uhlíř, jazzový hráč na kontrabas, skladatel
- 25. července – Jiří Polanský, právník a politik
- 31. července – Stanislav Kozák, politik
- 9. srpna – Jaromír Talíř, ministr kultury ČR
- 10. srpna – Pavel Skramlík, sportovní novinář, bloger a spisovatel
- 11. srpna – Ivana Čornejová, historička
- 14. srpna – Věra Řeháčková, spisovatelka
- 18. srpna – Přemysl Bičovský, fotbalový reprezentant Československa
- 21. srpna – Rudolf Tecl, historik a archivář († 30. června 2005)
- 23. srpna – Lenka Kocierzová, malířka, grafička
- 1. září – Jakub Noha, folkový písničkář, kytarista, textař a básník
- 6. září
  - Rostislav Pospíšil, výtvarník a příležitostný spisovatel a režisér
  - Luboš Pospíšil, zpěvák populární hudby
- 9. září – Bohumír Roedl, historik a archivář
  - Jiří Pospíšil, československý basketbalista (* 13. června 2019)
- 12. září – Jan Lukeš, filmový a literární kritik, spisovatel a publicista
- 19. září – Jiří Hřebec, tenista
- 22. září – Jiří Pelcl, architekt, designér, rektor Vysoké školy uměleckoprůmyslové v Praze
- 25. září – Pavel Scheufler, publicista, historik fotografie a fotograf
- 27. září – Miroslav Fryčer, československý hokejový útočník († 27. dubna 2021)
- 28. září – Josef Tošovský, bankéř a politik
- 30. září – Jan Krist, etnograf, folklorista
- 7. října – Václav Stratil, výtvarník, portrétní a výtvarný fotograf
- 9. října – Leo Pavlát, novinář, spisovatel a diplomat, ředitel Židovského muzea v Praze
- 12. října – Jiří Adam, reprezentant v moderním pětiboji a šermu
- 14. října – Martin Palouš, politik a diplomat
- 24. října – Miroslav Sládek, krajně pravicový politik
- 26. října – Pavel Trávníček, herec, moderátor a divadelní režisér
- 27. října
  - Petr Cibulka, aktivista a novinář
  - Pavel Brunclík, fotograf
- 8. listopadu – Eliška Bartek, švýcarská malířka a fotografka českého původu
- 9. listopadu – Petr Heinzel, astronom
- 13. listopadu – Marián Hošek, politik a stomatolog
- 16. listopadu – Josef Jurásek, herec
- 21. listopadu – Jacques Rupnik, francouzský politolog a historik českého původu
- 23. listopadu
  - Zdeněk Prosek, primátor Plzně
  - Olga Suchomelová, spisovatelka a humanitární aktivistka
- 27. listopadu – Jan Filip, ústavní soudce
- 29. listopadu – Ondřej Konrád, publicista, zpěvák a hráč na foukací harmoniku
- 30. listopadu – Miloš Janeček, lékař a politik
- 1. prosince – Ladislav Kolář, herec
- 4. prosince – Marie Rusová, právnička a politička
- 5. prosince – Jitka Němcová, televizní a filmová scenáristka, režisérka a filmová pedagožka
- 9. prosince – Quido Machulka, básník a spisovatel († 23. června 1996)
- 11. prosince – Vladimír Mikulka, kytarista
- 12. prosince – Martin Vojtíšek, pianista a skladatel
- 21. prosince – Patricie Holečková, spisovatelka aforismů a epigramů
- 26. prosince – Hanuš Bor, herec
- 31. prosince
  - Rudolf Krečmer, dirigent
  - Jana Šilerová, biskupka Církve československé husitské
- neznámé datum
  - Marie Karenová, malířka, restaurátorka a fotografka
  - Igor Lukeš, historik
  - Hana Whitton, překladatelka z angličtiny a spisovatelka

### Svět

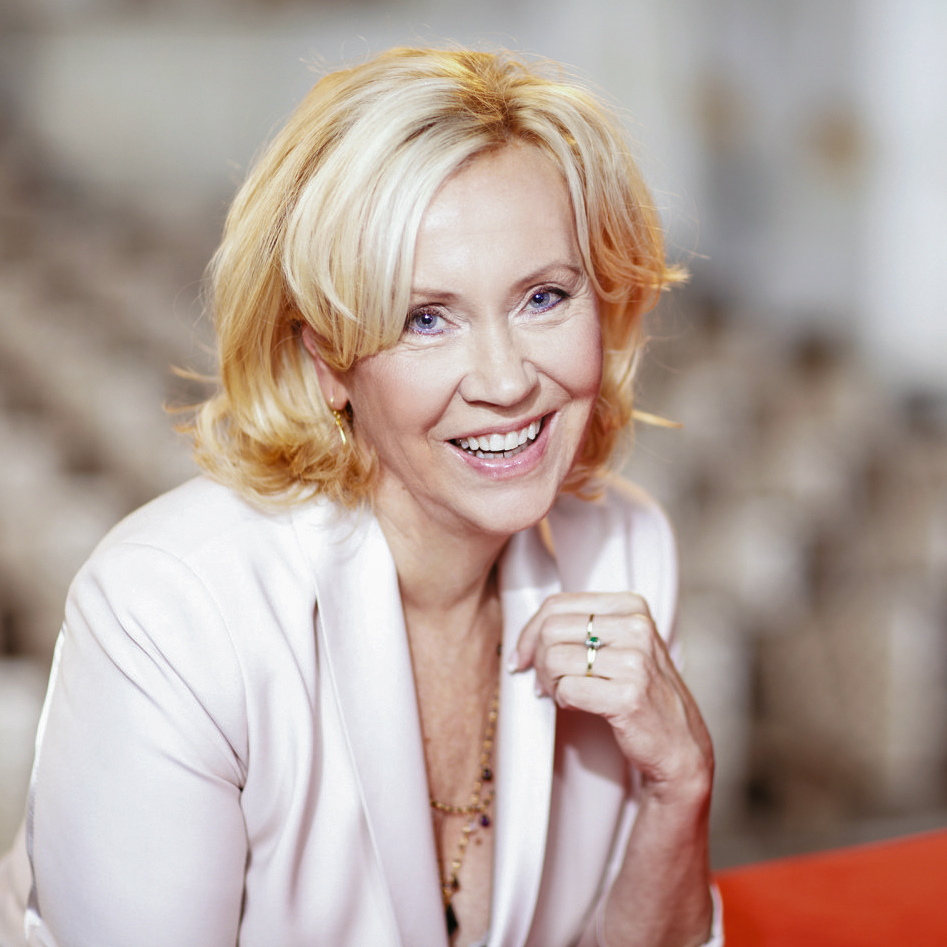
Agnetha Fältskog (* 5. dubna)

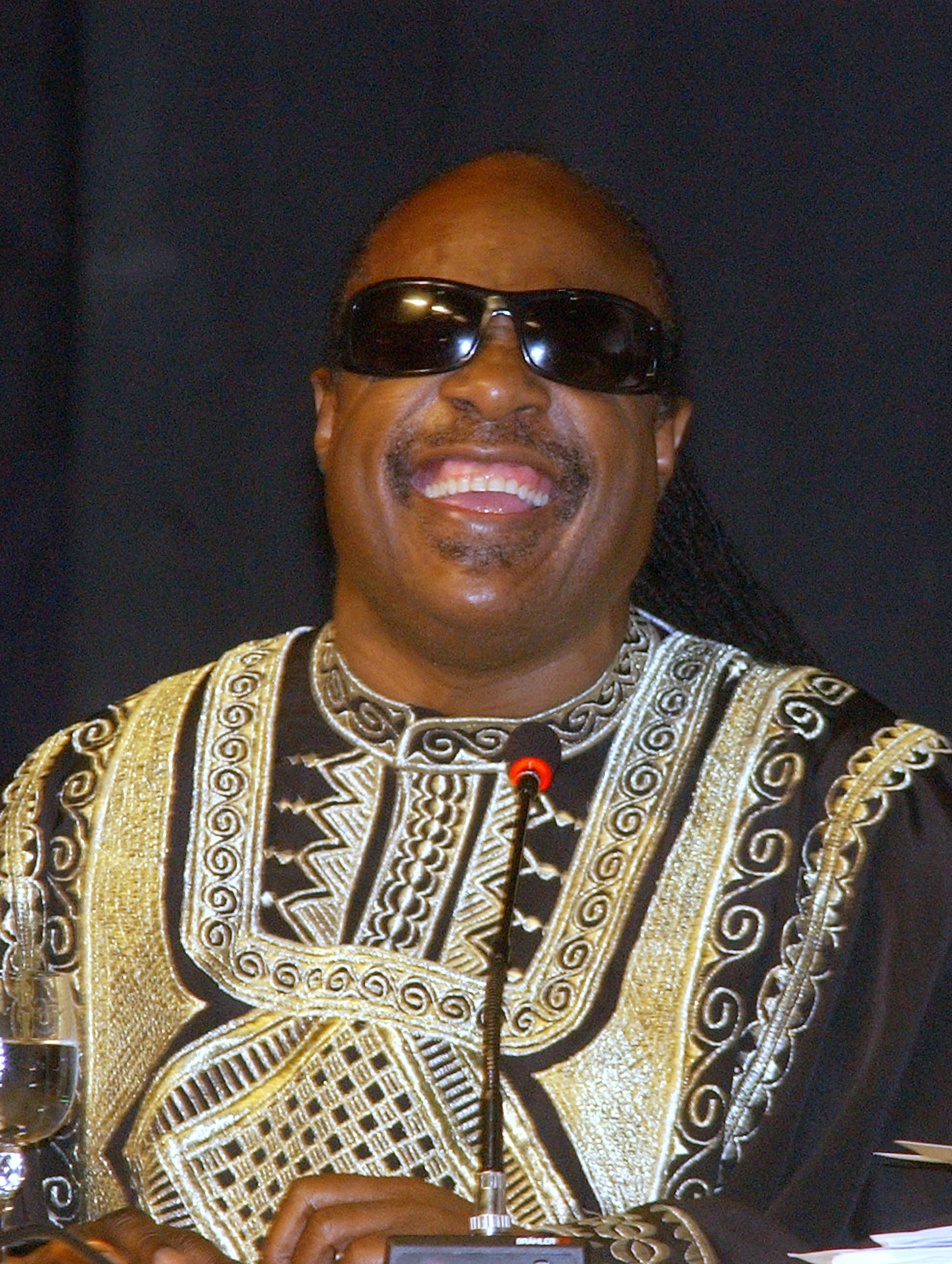
Stevie Wonder (* 13. května)

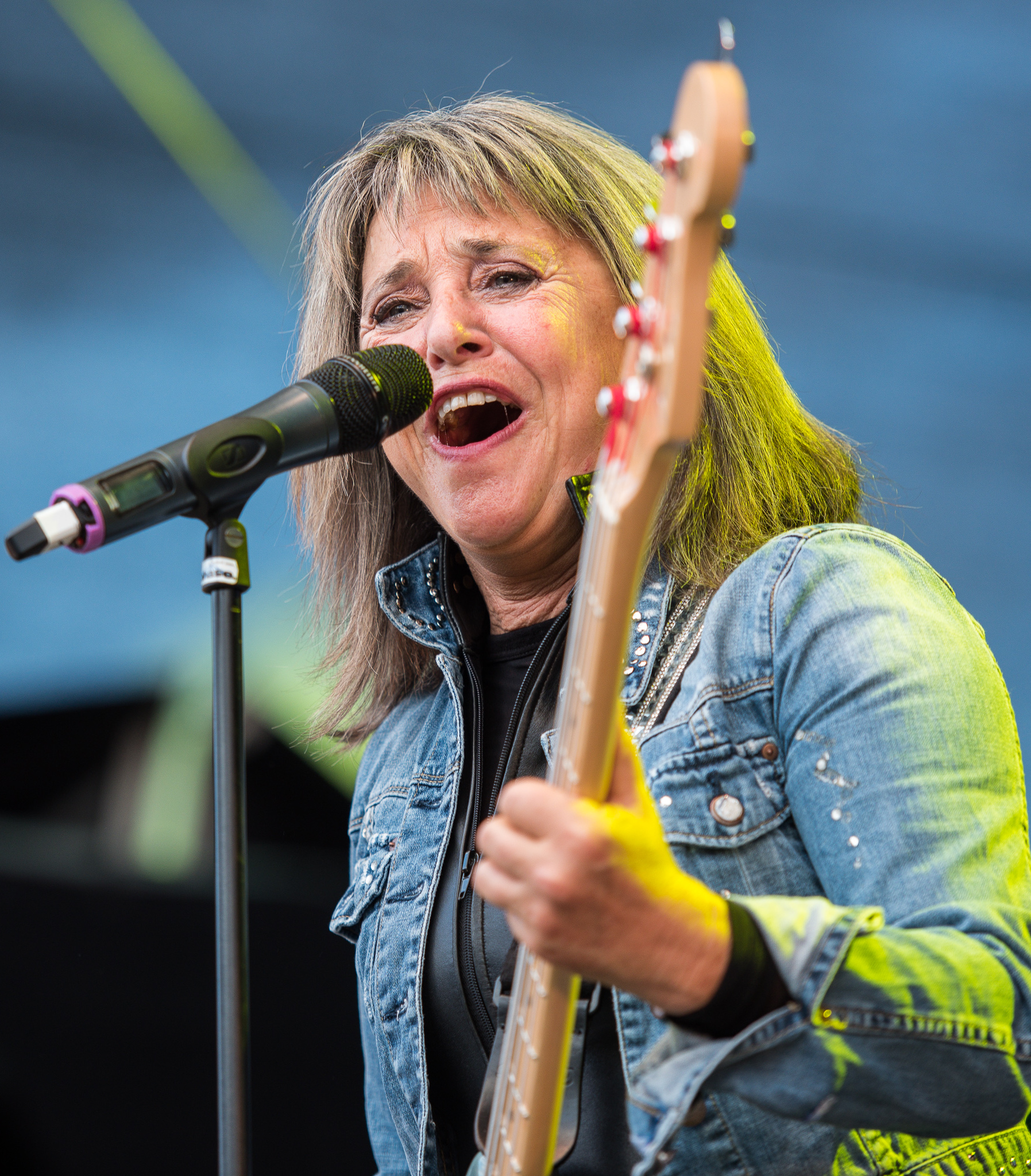
Suzi Quatro (* 3. června)

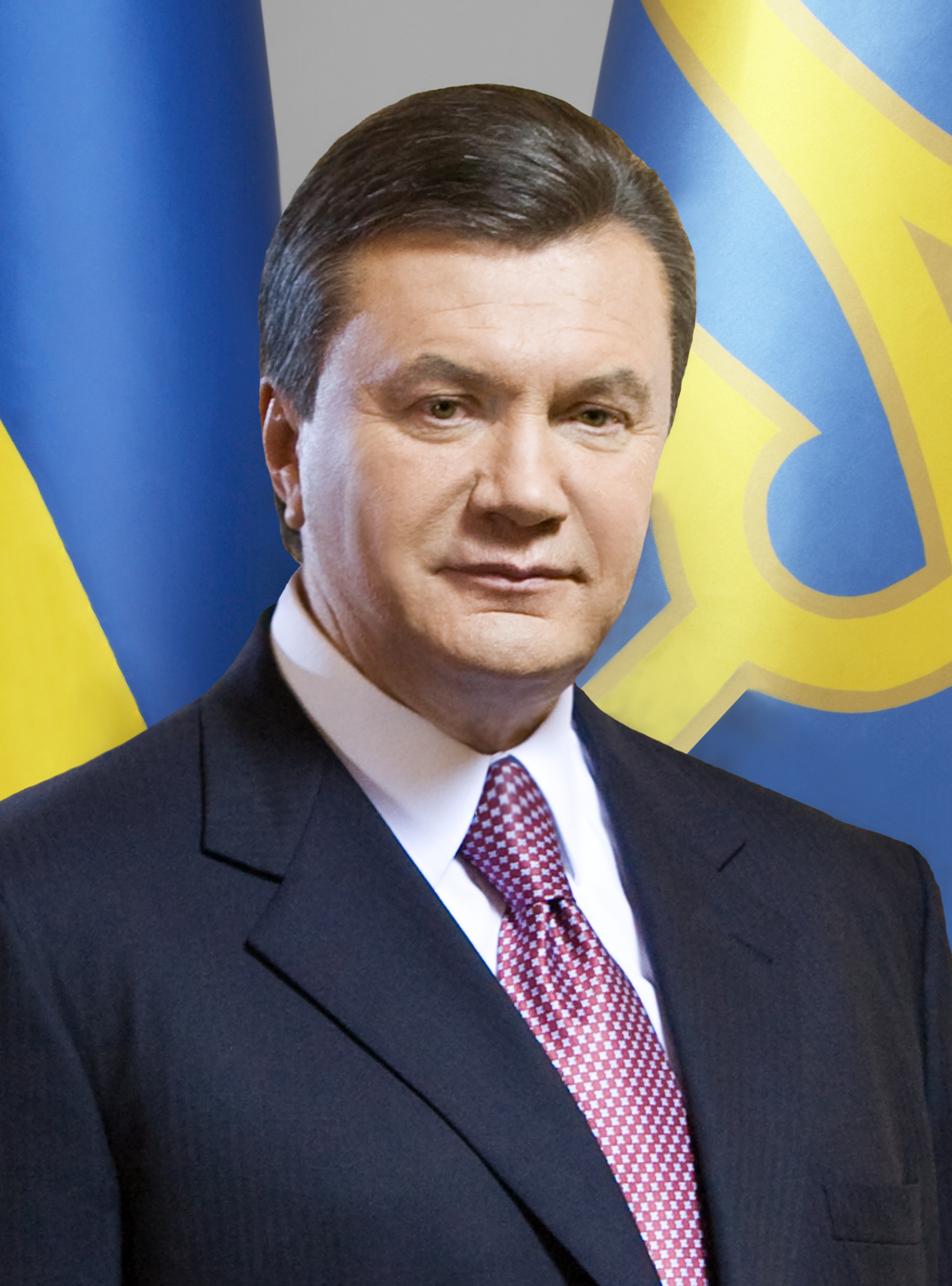
Viktor Janukovyč (* 9. července)

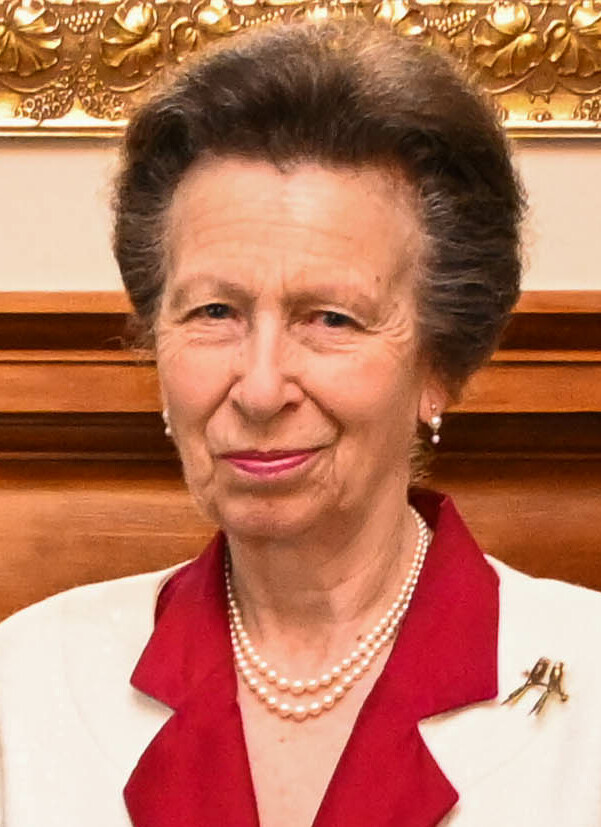
Anne, královská princezna (* 15. srpna)

- 1. ledna – Morgan Fisher, anglický klávesista a skladatel
- 3. ledna – Vesna Vulovičová, jugoslávská letuška, která přežila havárii letu JAT 367 († 23. prosince 2016)
- 5. ledna
  - Chris Stein, americký punk rockový kytarista
  - Krzysztof Wielicki, polský horolezec
- 6. ledna
  - Louis Freeh, ředitel FBI
  - Thomas J. Pickard, ředitel FBI
- 9. ledna – David Johansen, americký zpěvák, hudební skladatel a herec
- 10. ledna – Štefan Pipa, slovenský volejbalista († 25. září 2019)
- 12. ledna – Murray Salem, americký televizní a filmový herec a scenárista († 6. ledna 1998)
- 15. ledna – Marius Trésor, francouzský fotbalista
- 16. ledna
  - Bob Kulick, americký rockový kytarista († 28. května 2020)
  - Brian Castro, australský spisovatel
  - Debbie Allen, americká herečka, tanečnice a choreografka
- 17. ledna – Ján Švehlík, slovenský fotbalista, československý reprezentant
- 18. ledna
  - Gianfranco Brancatelli, italský automobilový závodník
  - Gilles Villeneuve, kanadský pilot Formule 1 († 8. května 1982)
- 21. ledna
  - Andrzej Elżanowski, polský paleontolog a vertebrátní zoolog
  - Joseph Richard Tanner, americký pilot a kosmonaut
  - Maroun Bagdadi, libanonský režisér a scenárista († 10. prosince 1993)
  - Billy Ocean, muzikant a zpěvák z Trinidad a Tobago
- 23. ledna
  - Richard Dean Anderson, americký herec
  - Bill Cunningham, americký hudebník
  - John Greaves, britský baskytarista a hudební skladatel
  - Luis Alberto Spinetta, argentinský rockový hudebník († 8. února 2012)
  - Danny Federici, americký klávesista, varhaník a akordeonista († 17. dubna 2008)
- 24. ledna – Daniel Auteuil, francouzský divadelní a filmový herec a režisér
- 25. ledna
  - Jean-Marc Ayrault, francouzský premiér
  - Katherine Terrell Švejnarová, americká profesorka ekonomie, manželka Jana Švejnara († 29. prosince 2009)
- 26. ledna – Jörg Haider, rakouský politik († 11. října 2008)
- 27. ledna – Francine Navarro, francouzská módní návrhářka, černohorská korunní princezna († 6. srpna 2008)
- 28. ledna
  - David Carl Hilmers, americký kosmonaut
  - Bruno Gollnisch, francouzský akademik a politik
- 29. ledna – Jody Scheckter, jihoafrický pilot Formule 1
- 31. ledna – John Kerr, americký spisovatel († 18. července 2016)
- 1. února
  - Mike Campbell, americký kytarista, skladatel
  - Kazimierz Nycz, arcibiskup a metropolita varšavský
- 2. února – Barbara Sukowa, německá herečka
- 6. února
  - Timothy Dolan, americký kardinál
  - René Fasel, prezident Mezinárodní hokejové federace
  - Natalie Coleová, americká zpěvačka
- 10. února – Mark Spitz, americký plavec, olympijský vítěz
- 11. února
  - Earnest Jim Istook, americký politik
  - Johanna E. Beerens, americká herečka
- 12. února
  - Steve Hackett, britský zpěvák-skladatel a kytarista
  - Bernie Paul, německý zpěvák a producent
  - Michael Ironside, kanadský herec
- 13. února
  - Peter Gabriel, anglický hudebník
  - Bob Daisley, australský hudebník, baskytarista a textař
  - Ewa Aulinová, švédská filmová herečka
  - Peter Hain, britský politik
- 17. února
  - Miloš Fišera, reprezentant v cyklokrosu, mistr světa
  - Rickey Medlocke, americký hudebník
  - Albertas Šimėnas, litevský premiér
- 18. února
  - Cybill Shepherdová, americká herečka, zpěvačka
  - John Hughes, americký filmový režisér, scenárista († 6. srpna 2009)
- 19. února
  - Andy Powell, anglický kytarista a skladatel
  - Juice Leskinen, finský hudebník, skladatel, básník, spisovatel a reportér († 24. listopadu 2006)
- 20. února – Walter Becker, americký hudebník a producent († 3. září 2017)
- 21. února – Håkan Nesser, švédský spisovatel krimi
- 22. února
  - Lenny Kuhr, nizozemská zpěvačka
  - Miou-Miou, francouzská divadelní a filmová herečka
  - Genesis P-Orridge, anglický hudebník a básník († 14. března 2020)
  - Julie Waltersová, britská herečka
- 24. února
  - Steve McCurry, americký dokumentární fotograf
  - George Thorogood, americký blues-rockový zpěvák a kytarista
- 25. února
  - Néstor Kirchner, argentinský prezident († 27. října 2010)
  - Neil Jordan, irský režisér
- 26. února
  - Helen Clarková, novozélandská premiérka
  - Irena Brežná, švýcarská spisovatelka a novinářka slovenského původu
  - Don Shanks, americký herec a kaskadér
- 1. března – Dave Marsh, americký hudební kritik, spisovatel
- 2. března – Karen Carpenter, americká zpěvačka († 4. února 1983 na mentální anorexii)
- 3. března – Tim Kazurinsky, americký herec, scenárista a bavič
- 4. března – Ken Robinson, britský spisovatel, pedagog († 21. srpna 2020)
- 5. března – Willy Matheisl, německý fotograf
- 9. března – Danny Sullivan, americký automobilový závodník, pilot F1
- 10. března – Colin McGinn, anglický filozof
- 11. března
  - Bobby McFerrin, americký jazzový zpěvák, skladatel a dirigent
  - Jerry Zucker, americký filmový režisér a scenárista
- 12. března – Roger Hodgson, britský zpěvák, hudebník
- 13. března – William H. Macy, americký filmový herec a spisovatel
- 15. března – Anatolij Vladimirovič Kaminskij, předseda Nejvyššího sovětu Podněsterské moldavské republiky
- 18. března
  - Brad Dourif, americký herec
  - Rod Milburn, americký olympijský vítěz v běhu na 110 metrů překážek († 11. listopadu 1997)
  - Larry Perkins, australský automobilový závodník
- 19. března – James Redfield, americký spisovatel, lektor, scenárista
- 20. března
  - William Hurt, americký herec († 13. března 2022)
  - Carl Palmer, britský bubeník
- 21. března
  - Józef Augustyn, polský kněz, spisovatel a psycholog
  - Sergej Lavrov, ministr zahraničních věcí Ruské federace
- 22. března – Goran Bregović, jugoslávský skladatel
- 23. března – Phil Lanzon, hráč na klávesy v britské rockové skupině Uriah Heep
- 26. března
  - Reinhold Bilgeri, rakouský zpěvák a literát
  - Alan Silvestri, americký skladatel filmové hudby
- 27. března
  - Tony Banks, anglický hudebník, hudební skladatel
  - Anton Ondruš, slovenský fotbalista, československý reprezentant
- 29. března – Mory Kanté, guinejský zpěvák a hráč na koru († 22. května 2020)
- 30. března – Robbie Coltrane, skotský herec a komik († 14. října 2022)
- 1. dubna – Loris Kessel, švýcarský automobilový závodník
- 4. dubna
  - Pip Pyle, britský bubeník († 28. srpna 2006)
  - Christine Lahti, americká herečka
- 5. dubna
  - Ann C. Crispinová, americká spisovatelka
  - Franklin Chang-Diaz, americký kosmonaut
  - Agnetha Fältskog, švédská zpěvačka, členka skupiny ABBA
- 7. dubna – Anton Lauček, slovenský spisovatel
- 9. dubna
  - Kenneth Dale Cockrell, americký kosmonaut
  - Ivan Romančík, slovenský herec
- 11. dubna – Tom Hill, britský hudebník a skladatel
- 12. dubna
  - Joyce Bandaová, prezidentka Malawi
  - Gary Robertson, novozélandský veslař, olympijský vítěz
  - David Cassidy, americký zpěvák a herec († 21. listopadu 2017)
- 13. dubna
  - Takao Kawaguči, reprezentant Japonska v judu, olympijský vítěz
  - Ron Perlman, americký herec
  - William Sadler, americký herec
- 14. dubna – Péter Esterházy, maďarský spisovatel († 14. července 2016)
- 15. dubna – Josiane Balasko, francouzská herečka a režisérka
- 16. dubna – Billy West, americký dabér a hudebník
- 18. dubna
  - Kenny Ortega, americký producent, režisér a choreograf
  - Grigorij Sokolov, ruský klavírní virtuos
- 21. dubna – Karol Duchoň, slovenský zpěvák († 5. listopadu 1985)
- 22. dubna – Peter Frampton, anglický hudebník, zpěvák
- 25. dubna – Peter Jurasik, americký herec
- 27. dubna – Mike Howlett, fidžijský baskytarista a hudební producent
- 28. dubna – Jay Leno, americký komik a moderátor
- 1. května – John Diehl, americký filmový herec
- 2. května
  - Lou Gramm, americký zpěvák a skladatel
  - Angela Krauß, německá spisovatelka
- 5. května – Mary Hopkin, britská zpěvačka
- 6. května
  - Jeffery Deaver, americký autor detektivních románů
  - Michail Mjasnikovič, běloruský premiér
- 11. května
  - Siegbert Horn, německý vodní slalomář, olympijský vítěz († 9. srpna 2016)
  - Jeremy Paxman, britský novinář, spisovatel a televizní moderátor
  - Michal Lefčík, slovenský voják, který se upálil na protest proti okupaci Československa († 11. dubna 1969)
- 12. května
  - Bruce Boxleitner, americký herec
  - Gabriel Byrne, irský herec, režisér, producent, scenárista
  - Dieter Borst, německý malíř a sochař
  - Renate Stecherová, německá sprinterka, olympijská vítězka
- 13. května
  - Joe Johnston, americký filmový režisér
  - Danny Kirwan, britský hudebník
  - Stevie Wonder, americký zpěvák, skladatel a producent
- 16. května – Johannes Georg Bednorz, německý fyzik, nositel Nobelovy ceny
- 17. května – Janez Drnovšek, slovinský prezident († 23. února 2008)
- 18. května
  - Thomas Gottschalk, německý televizní konferenciér a moderátor
  - Mark Mothersbaugh, americký zpěvák a hudební skladatel
- 19. května
  - Austin Stevens, jihoafrický herpetolog
  - Tadeusz Ślusarski, polský olympijský vítěz ve skoku o tyči († 17. srpna 1998)
- 20. května – Erri De Luca, italský romanopisec, básník a překladatel
- 23. května – Alexandr Klepikov, sovětský veslař, olympijský vítěz († 26. února 2021)
- 25. května – Jevgenij Kulikov, sovětský rychlobruslař, olympijský vítěz
- 27. května – Dee Dee Bridgewater, americká jazzová zpěvačka a herečka
- 31. května – Edgar Savisaar, estonský premiér († 29. prosince 2022)
- 1. června
  - Matúš Dulla, slovenský architekt
  - Gennadij Manakov, sovětský vojenský letec a kosmonaut († 26. září 2019)
- 3. června
  - Suzi Quatro, americká zpěvačka a baskytaristka
  - Robert Z'Dar, americký herec a filmový producent († 30. března 2015)
- 5. června
  - Barbara Gaskin, britská zpěvačka
  - Peter Stašák, slovenský zpěvák, textař a moderátor
- 6. června – Chantal Akermanová, belgická režisérka a umělkyně
- 7. června – Gary Graham, americký herec
- 9. června – Trevor Bolder, anglický rockový baskytarista († 21. května 2013)
- 12. června – Jozef Prokeš, místopředseda slovenské vlády
- 17. června – Lee Tamahori, novozélandský filmový režisér
- 18. června
  - Annelie Ehrhardtová, německá sprinterka, olympijská vítězka
  - Rod de'Ath, velšský rockový bubeník († 1. srpna 2014)
- 19. června – Ann Wilson, americká zpěvačka, flétnistka
- 20. června – Núrí Málikí, irácký premiér
- 21. června
  - Joey Kramer, americký bubeník
  - Gérard Lanvin, francouzský herec
- 22. června – Adrian Năstase, rumunský premiér
- 23. června – Orani João Tempesta, brazilský kardinál
- 24. června
  - Mercedes Lackeyová, americká spisovatelka
  - László Tolcsvay, maďarský hudebník, skladatel a zpěvák
  - Ryszard Pawlowski, polský horolezec
- 25. června – Taťjana Averinová, sovětská rychlobruslařka, olympijská vítězka († 22. srpna 2001)
- 30. června – Leonard Whiting, britský herec
- 1. července – David Duke, americký publicista, politik a spisovatel
- 2. července
  - Stephen R. Lawhead, americký spisovatel
  - Duncan Mackay, anglický hudební skladatel, zpěvák a klávesista
- 5. července
  - Huey Lewis, americký hudebník, skladatel a příležitostný herec
  - Abraham Skorka, argentinský biofyzik a rabín
- 7. července – Vaughn Armstrong, americký herec
- 9. července
  - Viktor Janukovyč, ukrajinský prezident
  - Adriano Panatta, italský tenista
- 10. července
  - Šota Čočišvili, sovětský olympijský vítěz v judu
  - Prokopis Pavlopulos, řecký prezident
- 11. července – Lawrence DeLucas, americký vědec a astronaut
- 12. července – Eric Carr, americký hudebník († 24. listopadu 1991)
- 13. července – George Nelson, americký astronom a astronaut
- 15. července – Geoff Richardson, britský violista a multiinstrumentalista
- 17. července – Natália de Lemény Makedonová, slovenská publicistka, spisovatelka a vydavatelka († 4. prosince 1998)
- 19. července
  - Tom McLoughlin, americký scenárista a režisér
  - Neil Asher Silberman, americký archeolog a historik
- 25. července – Mark Clarke, britský muzikant, baskytarista a zpěvák
- 27. července – Sergej Kozlík, slovenský ministr financí
- 28. července – Howard Buten, americký spisovatel, psycholog, houslista a klaun žijící ve Francii († 3. ledna 2025)
- 29. července
  - Jenny Holzerová, americká výtvarná umělkyně
  - Maricica Puicăová, rumunská olympijská vítězka v běhu na 3000 m
  - Michael Szameit, německý (NDR) spisovatel († 30. května 2014)
- 30. července – Vincenz Lichtenstein, rakouský politik († 14. ledna 2008)
- 31. července – Richard Berry, francouzský divadelní a filmový herec, režisér a scenárista
- 2. srpna
  - Jussi Adler-Olsen, dánský spisovatel
  - Halldóra Kristín Thoroddsen, islandská spisovatelka († 21. července 2020)
- 3. srpna – Waldemar Cierpinski, německý atlet, maratonec, olympijský vítěz
- 6. srpna – Winston Elliott Scott, americký námořní důstojník, pilot a kosmonaut
- 7. srpna – Dave Wottle, americký olympijský vítěz v běhu na 800 metrů z roku 1972
- 11. srpna
  - Erik Brann, americký rockový kytarista a zpěvák († 25. července 2003)
  - Steve Wozniak, americký počítačový inženýr, filantrop a spoluzakladatel firmy Apple
- 13. srpna – Marián Masný, československý fotbalista slovenské národnosti
- 15. srpna
  - Tommy Aldridge, americký hard rockový a heavy metalový bubeník
  - Anne, královská princezna, dcera královny Alžběty II.
- 16. srpna
  - Mirko Cvetković, srbský premiér
  - Hasely Crawford, trinidadský sprinter, olympijský vítěz 1976
  - Neda Ukraden, chorvatská popová zpěvačka
- 18. srpna – Anna Daučíková, slovenská výtvarnice
- 22. srpna – Peter Holka, slovenský spisovatel, dramatik a publicista
- 24. srpna – Marc Aaronson, americký astronom († 30. dubna 1987)
- 25. srpna – Willy DeVille, americký hudebník († 6. srpna 2009)
- 27. srpna – Neil Murray, skotský hudebník a baskytarista
- 29. srpna – Jan Uvena, americký hudebník a bubeník
- 30. srpna – Micky Moody, britský kytarista
- 1. září
  - Dudu Georgescu, rumunský fotbalista
  - Michail Fradkov, ruský premiér
  - Phil McGraw, americký psycholog, televizní bavič a moderátor
- 2. září – Rosanna DeSoto, americká herečka mexického původu
- 7. září
  - Julie Kavnerová, americká herečka
  - Moogy Klingman, americký hudebník († 15. listopadu 2011)
- 10. září – Joe Perry, americký kytarista
- 13. září – Włodzimierz Cimoszewicz, polský premiér
- 14. září
  - Paul Kossoff, britský rockový kytarista († 19. března 1976)
  - Eugene Trinh, vietnamský astrofyzik a kosmonaut
  - Doug Rauch, americký baskytarista († 23. dubna 1979)
- 17. září
  - Avšalom Kor, izraelský jazykovědec, hebraista
  - Naréndra Módí, indický premiér
- 18. září
  - Shabana Azmi, indická herečka
  - Darryl Sittler, kanadský hokejový útočník
- 21. září – Bill Murray, americký herec a komik
- 23. září – Dietmar Lorenz, německý judista, olympijský vítěz († 8. září 2021)
- 24. září – Harriet Walterová, britská herečka
- 28. září – Paul Burgess, anglický rockový bubeník
- 29. září
  - Loretta Goggi, italská zpěvačka a herečka
  - Rolf Edberg, švédský hokejový útočník
- 2. října – Mike Rutherford, anglický hudebník
- 3. října – John Patrick Shanley, americký spisovatel
- 5. října
  - Jeff Conaway, americký herec († 27. května 2011)
  - James Rizzi, americký pop artový malíř († 26. prosince 2011)
- 6. října – John Fekner, americký umělec, skladatel a fotograf
- 7. října – Jakaya Kikwete, prezident Tanzanie
- 9. října – Jody Williams, americká učitelka a humanitární pracovnice, nositelka Nobelovy ceny
- 10. října – Nora Robertsová, americká spisovatelka
- 11. října – William R. Forstchen, americký spisovatel
- 13. října
  - Simon Nicol, britský kytarista, zpěvák
  - Annegret Richterová, německá sprinterka, čtyřnásobná olympijská medailistka
- 14. října – Sheila Youngová, americká rychlobruslařka a cyklistka, olympijská vítězka
- 16. října – Viktor Raščupkin, sovětský olympijský vítěz v hodu diskem
- 17. října – Erich Kühnhackl, německý hokejista
- 19. října – Patrick Cowley, americký hudební skladatel a instrumentalista
- 20. října – Tom Petty, americký zpěvák, kytarista a hudební skladatel († 2. října 2017)
- 21. října
  - Chris Niedenthal, polský fotoreportér
  - Ronald McNair, americký astronaut († 28. ledna 1986)
- 25. října – Chris Norman, anglický rockový zpěvák
- 27. října – Michael John Morwood, australský archeolog a antropolog († 23. července 2013)
- 29. října
  - Abdullah Gül, turecký prezident
  - Rino Gaetano, italský skladatel, textař, zpěvák a herec († 2. června 1981)
- 30. října – Zoran Milanović, chorvatský premiér
- 31. října
  - Zaha Hadid, britská architektka a malířka († 31. března 2016)
  - Davorin Kračun, slovinský politik a ekonom
  - John Candy, kanadský filmový herec († 4. března 1994)
- 1. listopadu – Robert B. Laughlin, americký fyzik, nositel Nobelovy ceny
- 3. listopadu
  - Bernard Bober, arcibiskup košický
  - James Rothman, americký buněčný biolog, nositel Nobelovy ceny
- 4. listopadu – Charles Frazier, americký spisovatel
- 5. listopadu – Thorbjørn Jagland, norský premiér
- 10. listopadu – Debra Hillová, americká filmová producentka a scenáristka († 7. března 2005)
- 11. listopadu – Mac Wilkins, americký atlet, diskař, olympijský vítěz
- 13. listopadu – Gilbert Perreault, kanadský hokejista
- 16. listopadu
  - Kamila Magálová, slovenská herečka
  - Carl Meade, americký astronaut
- 17. listopadu – Rudolf Maria Habsbursko-Lotrinský, arcivévoda, kníže habsbursko-lotrinský
- 18. listopadu – Rudy Sarzo, kubánsko-americký baskytarista
- 22. listopadu
  - Steven Van Zandt, americký hudebník, hudební producent, skladatel, herec
  - Tina Weymouth, americká zpěvačka a baskytaristka
- 24. listopadu – Bob Burns, americký bubeník († 4. dubna 2015)
- 25. listopadu
  - Chris Claremont, americký komiksový scenárista
  - Yvonne Kennyová, australská operní pěvkyně, sopranistka
- 27. listopadu – Terry Bozzio, americký bubeník
- 28. listopadu
  - Ed Harris, americký herec, scenárista a režisér
  - Russell Alan Hulse, americký radioastronom, nositel Nobelovy ceny
- 29. listopadu – Hideo Levy, japonsky píšící Američan a překladatel
- 1. prosince – Otto Pérez Molina, guatemalský prezident
- 3. prosince – Alberto Juantorena, kubánský běžec na středních tratích, dvojnásobný olympijský vítěz 1976
- 5. prosince – Camarón de la Isla, španělský zpěvák romského původu († 2. července 1992)
- 6. prosince
  - Guy Drut, francouzský olympijský vítěz v běhu na 110 metrů překážek z roku 1976
  - Joe Hisaiši, japonský hudební skladatel a režisér
- 8. prosince – Dan Hartman, americký zpěvák, skladatel a hudební producent († 22. března 1994)
- 9. prosince – Zdravka Jordanovová, bulharská veslařka, olympijská vítězka
- 11. prosince – Eirug Wyn, velšský romanopisec († 25. dubna 2004)
- 12. prosince – Eric Maskin, americký ekonom, nositel Nobelovy ceny
- 17. prosince – Július Filo, generální biskup Evangelické církve augsburského vyznání na Slovensku
- 23. prosince
  - Brigitte Lacombe, francouzská fotografka
  - Cyro Baptista, brazilský jazzový perkusionista
- 25. prosince – Bartholomew Ulufa'alu, politik Šalomounových ostrovů a premiér († 25. května 2007)
- 27. prosince – Roberto Bettega, italský fotbalista
- 28. prosince
  - Hugh McDonald, americký hudebník
  - Alex Chilton, americký kytarista a skladatel († 17. března 2010)
- 30. prosince
  - Mont Campbell, britský hudebník
  - Dave Stewart, britský hráč na klávesové nástroje, zpěvákducent a skladatel
  - Bjarne Stroustrup, dánský informatik, tvůrce programovacího jazyka C++
- neznámé datum
  - Daniel Deshays, francouzský zvukový inženýr a hudební skladatel
  - Kanatžan Alibekov, kazašský lékař a mikrobiolog
  - Urszula Augustyniaková, polská historička
  - José María González García, španělský spisovatel a sociolog
  - Arne Johnsson, švédský básník
  - Safar al-Hawalí, saúdskoarabský islamistický teolog
  - Martha Schwartz, americká zahradní architektka
  - Erik Simon, německý spisovatel, překladatel
  - Steve Alder, britský herec († 7. března 1997)
  - Vasiliki Thanuová, řecká premiérka

## Úmrtí

### Česko

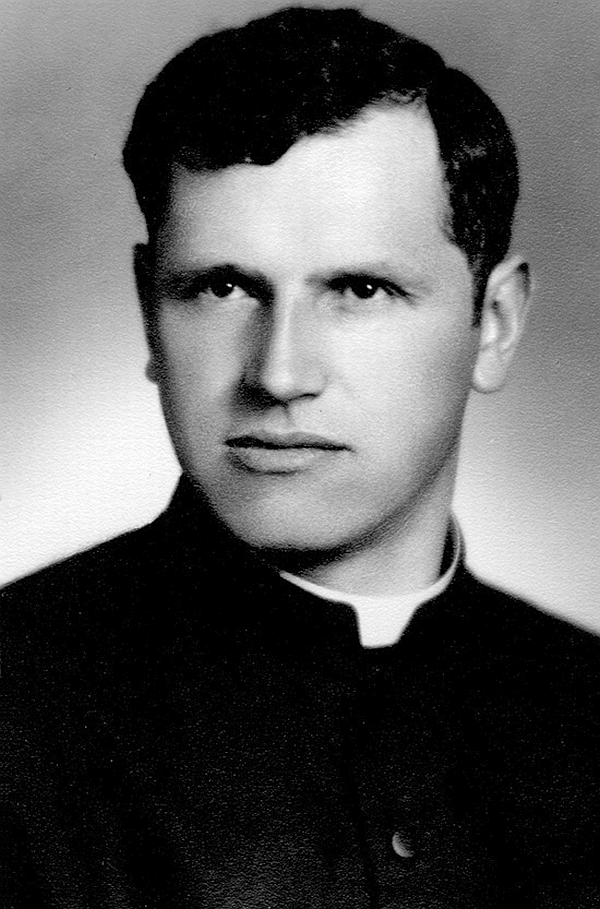
Josef Toufar († 25. února)

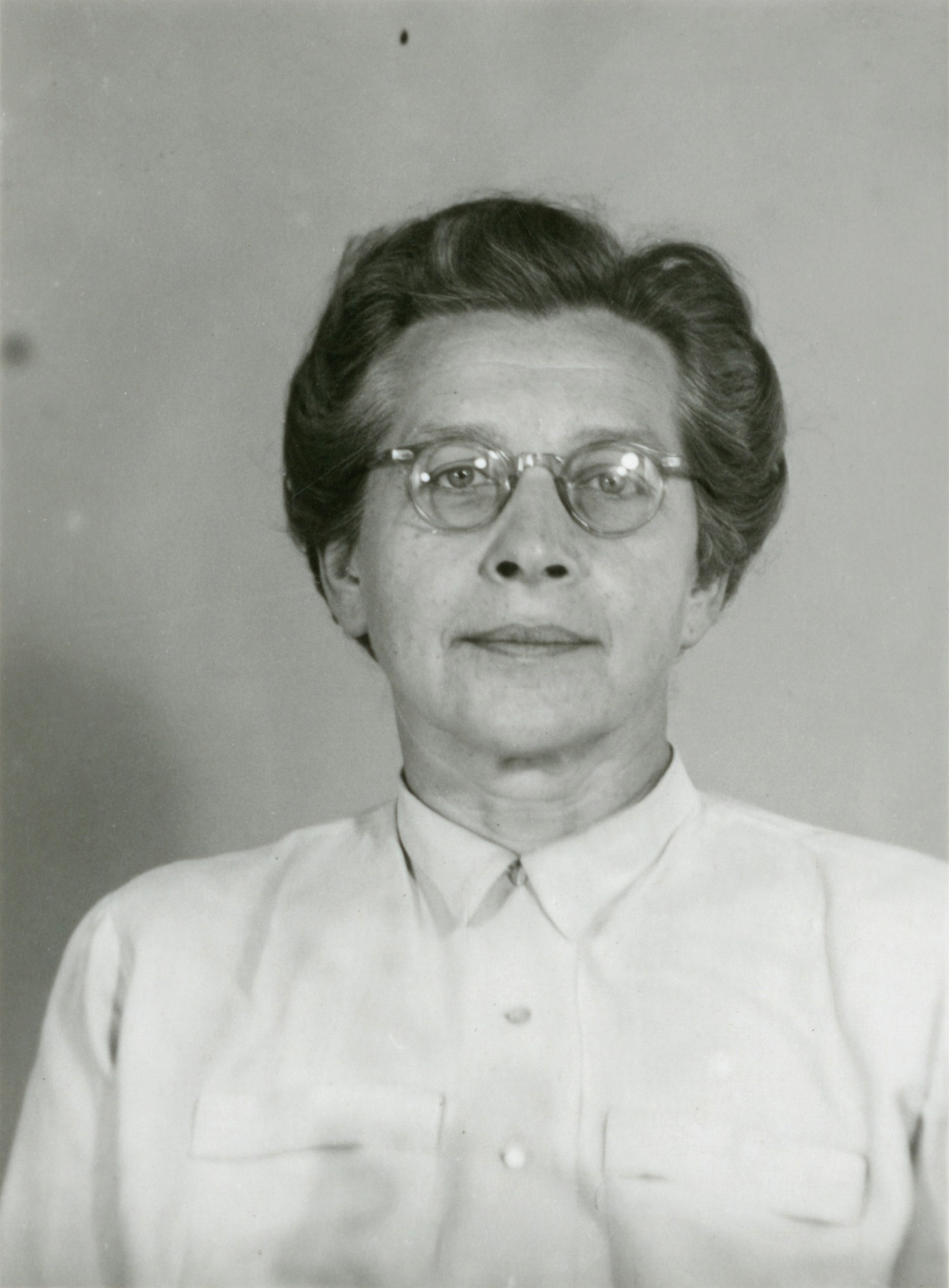
Milada Horáková († 27. června)

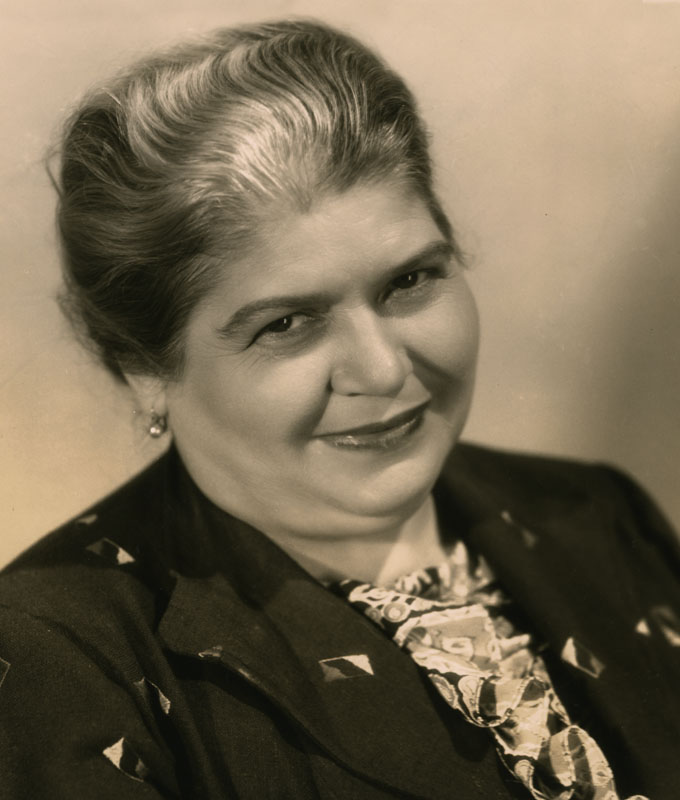
Antonie Nedošinská († 17. července)

Sidonie Nádherná († 30. září)

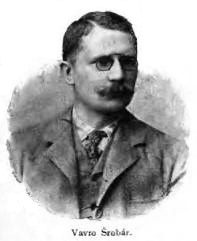
Vavro Šrobár († 6. prosince)

- 10. ledna – Jaroslav Kvapil, režisér, dramatik, básník a překladatel (* 25. září 1868)
- 17. ledna – Josef Tichánek, malíř (* 17. února 1873)
- 19. ledna – Jan Rous, národopisný pracovník a kronikář (* 23. srpna 1869)
- 20. ledna – Emil Peters, inženýr a politik (* 24. září 1864)
- 21. ledna – Vilém Brodecký, československý politik (* 1. srpna 1874)
- 20. února – Ján Dobránsky, československý politik (* 9. května 1869)
- 25. února – Josef Toufar, farář, viz Číhošťský zázrak (* 14. července 1902)
- 26. února – Ignác Arnož, katolický biskup a misionář (* 1. dubna 1885)
- 27. února – Adolf ze Schwarzenbergu, šlechtic, příslušník hlubocko-krumlovské větve (* 18. srpna 1890)
- 28. února – Karel Dvořák, sochař (* 1. ledna 1893)
- 8. března
  - Jaroslav Kocian, houslový virtuos, hudební skladatel a pedagog (* 22. února 1883)
  - Ján Kovalik, československý básník a politik (* 27. listopadu 1861)
- 13. března – Jan Konůpek, grafik a malíř (* 10. října 1883)
- 15. března – Antonín Dušek, katolický kněz, biskupský vikář (* 10. prosince 1865)
- 24. března – Jan Znoj, sochař (* 12. března 1905)
- 29. března – Karel Šourek, malíř, typograf, scénograf, výtvarný kritik a historik umění (* 28. července 1909)
- 31. března – Karel Engelmüller, spisovatel a dramatik (* 14. června 1872)
- 9. dubna – Josef Pietschmann, kněz a varhaník litoměřické katedrály (* 16. července 1906)
- 20. dubna – Jan Cais, generální vikář českobudějovické diecéze (* 1. dubna 1878)
- 27. dubna – Karel Koželuh, fotbalista, hokejista a tenista (* 7. března 1895)
- 28. dubna – Karel Košvanec, Spravedlivý mezi národy (* ?)
- 4. května – Jaroslav Červený, československý fotbalový reprezentant (* 6. ledna 1895)
- 7. května – Jan Nepomuk Wünsch, hudební skladatel (* 12. května 1855)
- 18. května – Hynek Bulín, právník, politik, spisovatel a žurnalista (* 13. prosince 1869)
- 23. května
  - René Černý, příslušník obrany národa, oběť komunismu (* 26. července 1914)
  - Stanislav Broj, československý politik, oběť komunistického teroru (* 28. září 1901)
- 24. května – Alois Jiránek, hudební skladatel, pedagog a výtvarník (* 5. září 1858)
- 25. května – Josef Pohl, československý voják, oběť komunismu (* 15. dubna 1911)
- 31. května – Jan Krčmář, čs. ministr školství a nár. osvěty (* 27. července 1877)
- 5. června – Stanislav Nikolau, geograf a novinář (* 4. června 1878)
- 12. června – Jaroslav Kursa, heraldik, tvůrce československé státní vlajky (* 12. října 1875)
- 16. června – Jaromír Nechanský, voják, příslušník výsadku Platinum-Pewter (* 4. prosince 1916)
- 20. června – Roman Havelka, malíř (* 30. dubna 1877)
- 25. června – Jan W. Speerger, herec (* 29. dubna 1895)
- 27. června
  - Milada Horáková, politička (* 25. prosince 1901)
  - Záviš Kalandra, divadelní a literární kritik, historik a novinář (popraven) (* 10. listopadu 1902)
  - Oldřich Pecl, právník, oběť komunistického teroru (* 14. září 1903)
  - Jan Buchal, oběť komunismu (* 30. května 1916)
- 7. července – Jiří Malý, antropolog (* 6. listopadu 1899)
- 9. července – Leoš Firkušný, muzikolog (* 16. července 1905)
- 11. července – Alois Kunz, československý politik německé národnosti (* 14. srpna 1877)
- 17. července – Antonie Nedošinská, herečka (* 26. června 1885)
- 11. srpna
  - Antonín Matějček, historik umění (* 31. ledna 1889)
  - Karel Novák, fotograf a pedagog (* 7. ledna 1875)
- 14. srpna – Jaroslav Hýbl, profesor a rektor Českého vysokého učení technického (* 21. dubna 1882)
- 16. srpna – Antonín Sochor, generálmajor, hrdina čs armády (* 16. července 1914)
- 26. srpna – Milan Ivanka, československý politik slovenské národnosti (* 25. října 1876)
- 29. srpna – Vlastimil Amort, sochař a legionář (* 28. července 1880)
- 15. září – Vojtěch Říhovský, hudební skladatel (* 21. dubna 1871)
- 21. září – Dominik Fey, architekt (* 6. července 1863)
- 29. září – Alfréd Meissner, československý ministr spravedlnosti (* 10. dubna 1871)
- 30. září – Sidonie Nádherná, mecenáška a organizátorka kulturního života (* 1. prosince 1885)
- 5. října
  - Slavoboj Tusar, grafik, typograf, knižní grafik, ilustrátor (* 17. října 1885)
  - Josef Hendrich, profesor pedagogiky (* 21. února 1888)
- 7. října – Metoděj Havlíček, válečný invalida, úředník, redaktor a spisovatel (* 27. července 1893)
- 11. října – Emil Votoček, chemik (* 5. října 1872)
- 13. října – František Švantner, slovenský spisovatel (* 29. ledna 1912)
- 27. října – Hans Schwathe, moravský a rakouský sochař a medailér (* 28. května 1870)
- 4. listopadu – Karel Kügler, operní pěvec–tenorista, herec, režisér (* 1. ledna 1885)
- 10. listopadu – Josef Jiříkovský, sochař a medailér (* 4. února 1892)
- 15. listopadu – Jan Pelikán, československý politik (* 4. května 1878)
- 20. listopadu – Václav Flajšhans, filolog a literární historik (* 1. července 1866)
- 23. listopadu – Ferdiš Juriga, československý politik slovenské národnosti (* 12. října 1874)
- 24. listopadu – Anatol Provazník, hudební skladatel a varhaník (* 10. března 1887)
- 5. prosince – Bohumil Spáčil, provinciál České provincie Tovaryšstva Ježíšova (* 25. dubna 1875)
- 6. prosince – Vavro Šrobár, slovenský lékař, československý politik (* 9. srpna 1867)
- 12. prosince – Bohumil Honzátko, gymnasta, atlet a olympionik (* 30. prosince 1875)
- 17. prosince – František Loubal, spisovatel, historik a politický vězeň (* 3. března 1893)
- 19. prosince – Jaromír Vrba, hrdina protinacistického i protikomunistického odboje a oběť komunistického teroru (* 5. července 1920)
- 22. prosince – Viktor Linhart, komunistický poslanec (* 26. července 1913)
- 27. prosince – Antonín Boháč, filolog, statistik, politik (* 5. března 1882)
- neznámé datum – Jan Vaník, fotbalový reprezentant (* 1892)

### Svět

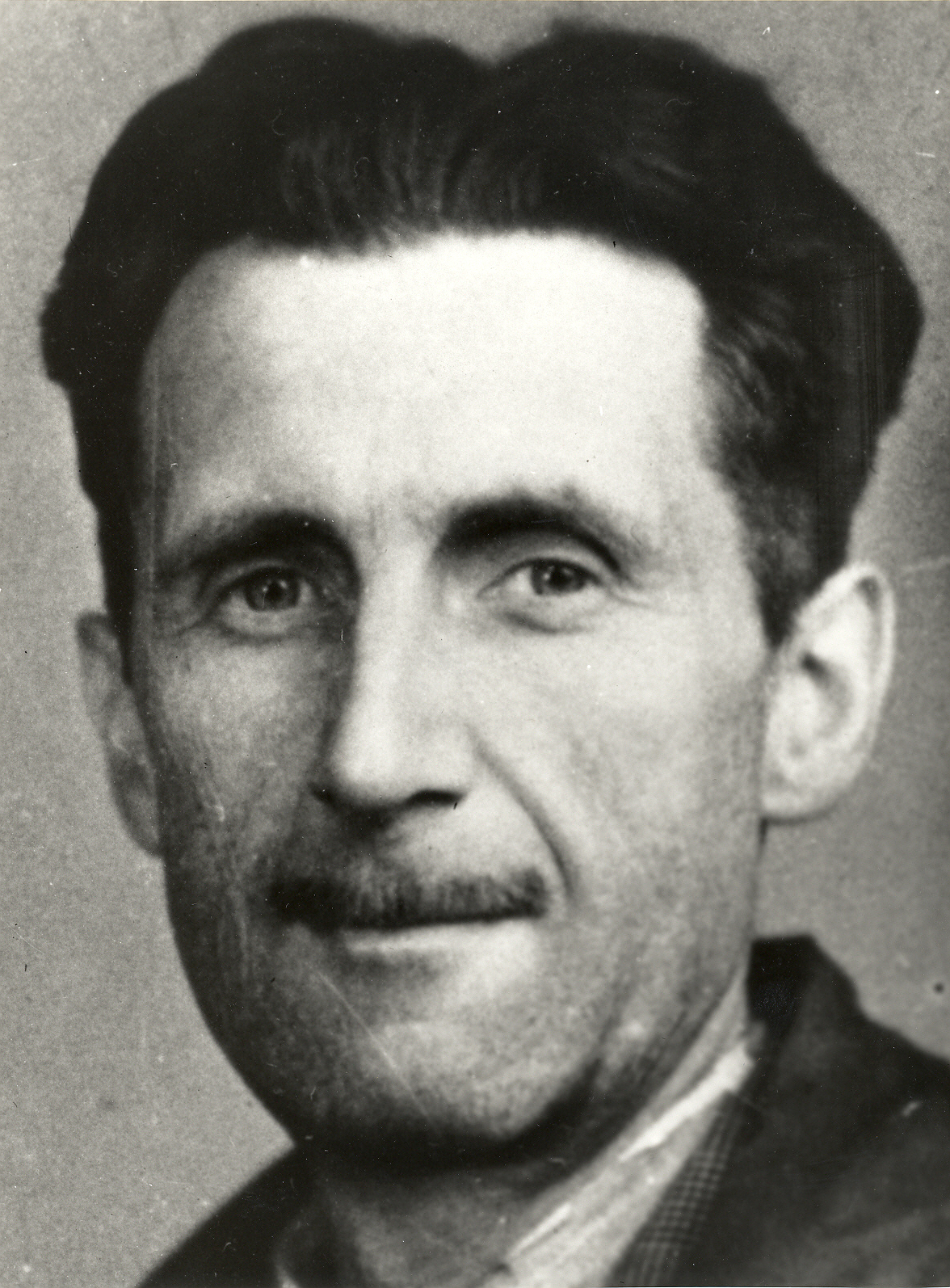
George Orwell († 21. ledna)

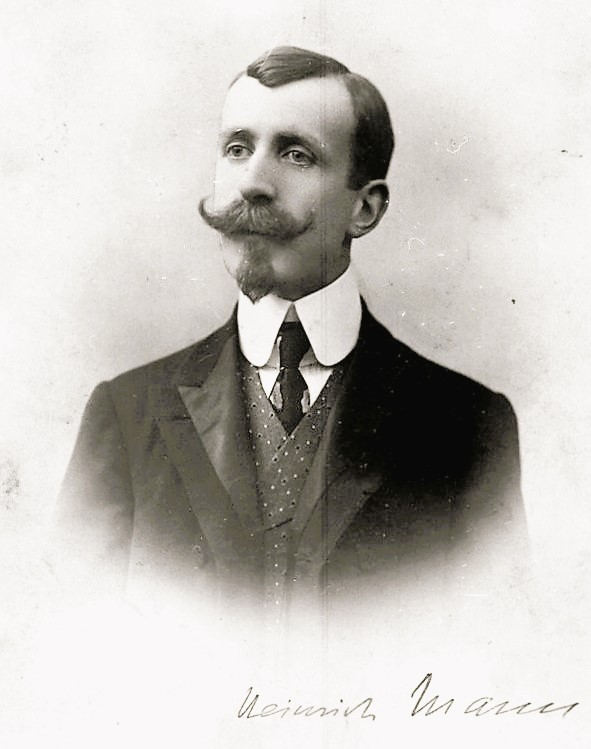
Heinrich Mann († 12. března)

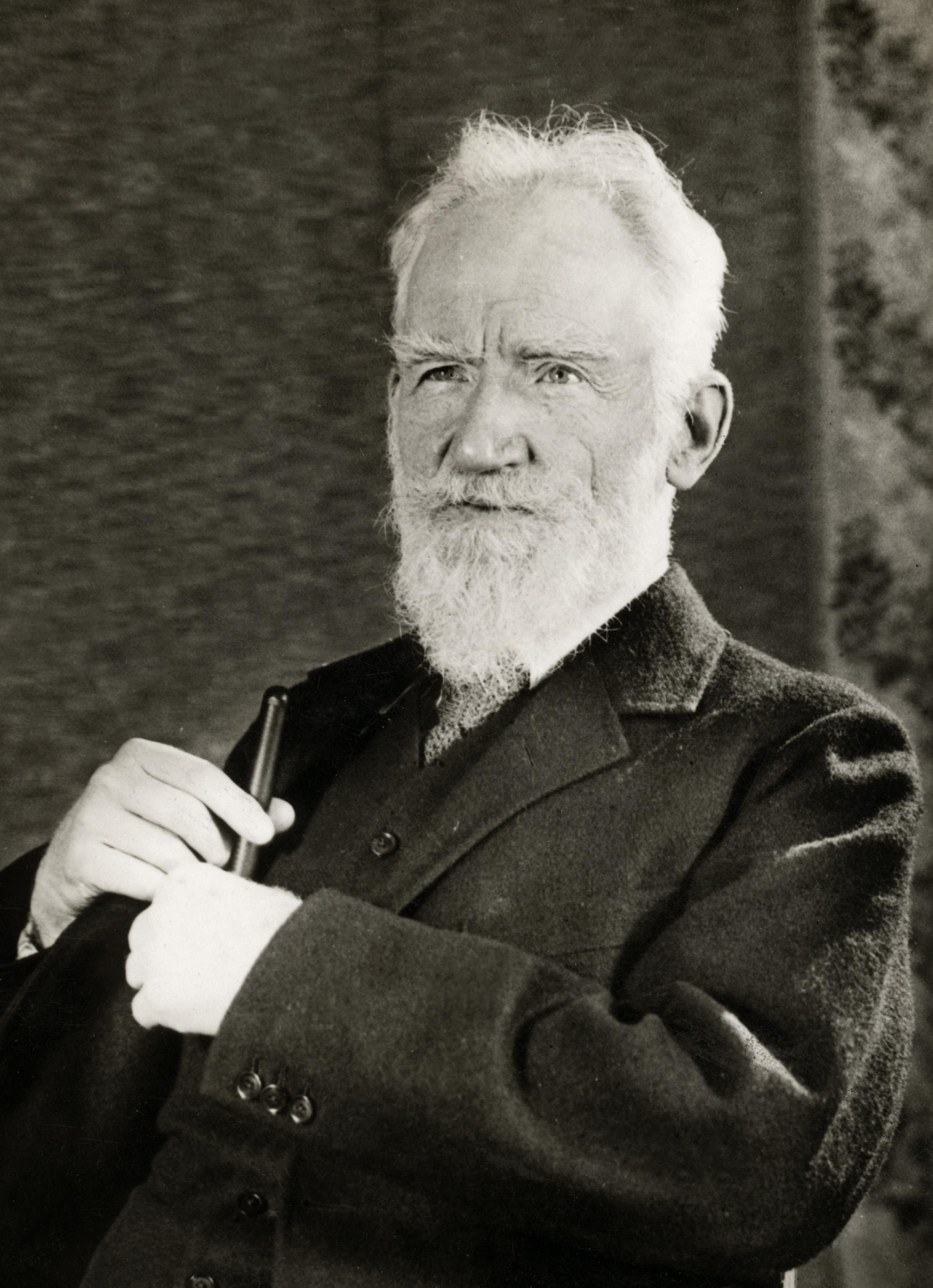
George Bernard Shaw († 2. listopadu)

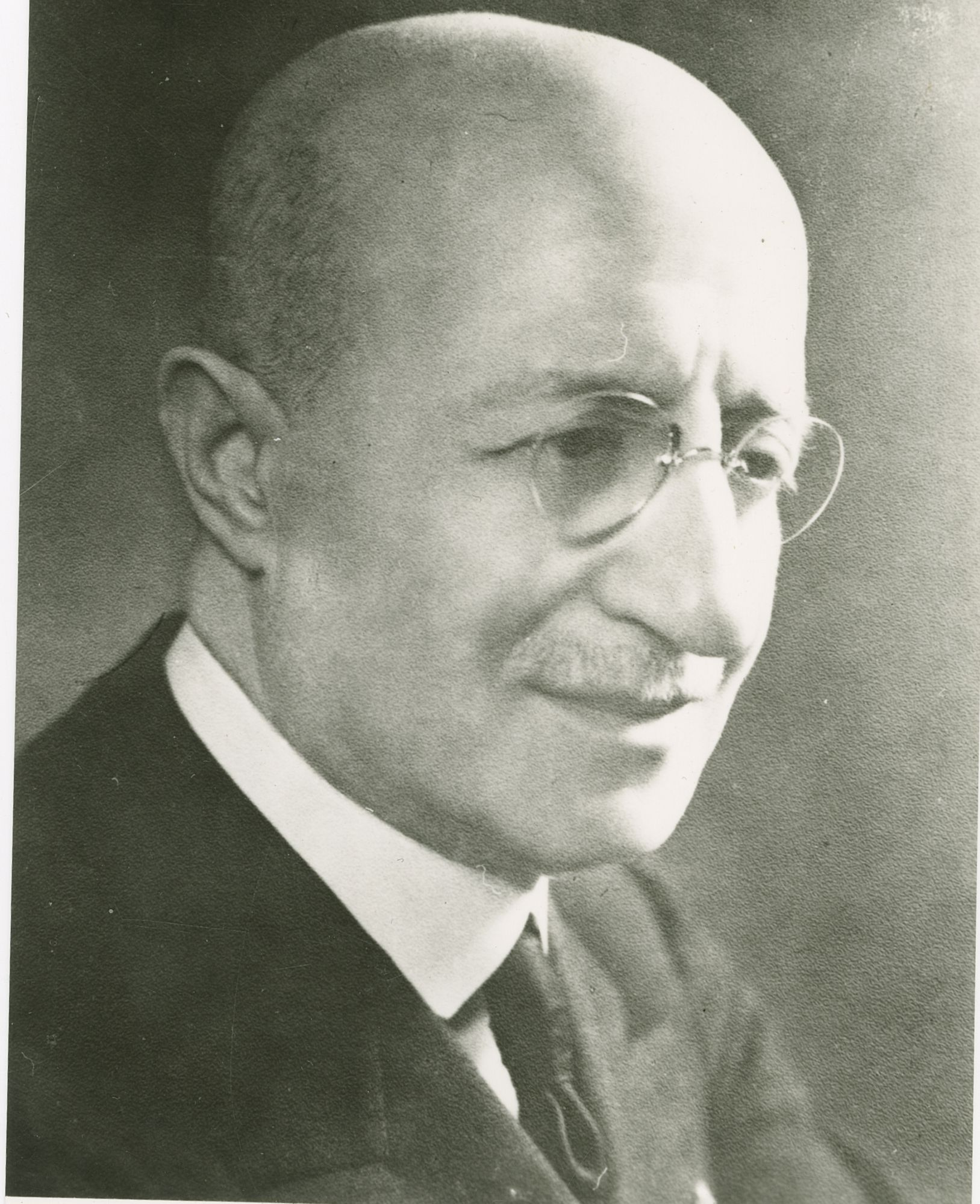
Francesco Cilea († 20. listopadu)

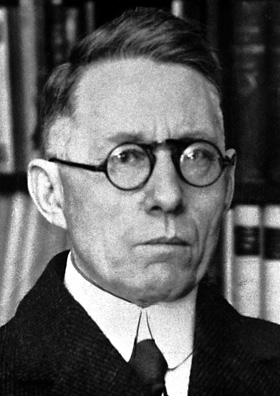
Johannes Vilhelm Jensen († 25. listopadu)

- 2. ledna – Emil Jannings, německý herec (* 23. července 1884)
- 5. ledna – John Rabe, německý manažer a humanitární pracovník, viz Nankingský masakr (* 23. listopadu 1882)
- 7. ledna
  - Monty Banks, italský herec, režisér a producent (* 15. července 1897)
  - Robert Freissler, rakouský politik (* 23. března 1877)
- 8. ledna – Joseph Schumpeter, americký ekonom původem z Rakouska (* 8. února 1883)
- 10. ledna – Ernest Poole, americký spisovatel (* 23. ledna 1880)
- 14. ledna – Octave-Louis Aubert, francouzský spisovatel a vydavatel (* 8. ledna 1870)
- 15. ledna – Petre Dumitrescu, rumunský generál (* 18. února 1882)
- 21. ledna – George Orwell, britský spisovatel (* 25. ledna 1903)
- 2. února – Constantin Carathéodory, řecký matematik (* 13. září 1873)
- 3. února – Karl Seitz, rakouský prezident (* 4. září 1869)
- 4. února – Jan Bułhak, polský fotograf, etnograf a folklorista (* 6. října 1876)
- 8. února – Anne Brigmanová, americká fotografka (* 3. prosince 1869)
- 10. února – Marcel Mauss, francouzský sociolog a antropolog (* 10. května 1872)
- 13. února – Rafael Sabatini, anglický spisovatel (* 29. dubna 1875)
- 14. února – Karl Guthe Jansky, americký fyzik, radioastronom (* 22. října 1905)
- 18. února – Prežihov Voranc, slovinský spisovatel komunistický politik (* 10. srpna 1893)
- 25. února – George Richards Minot, americký lékař, nositel Nobelovy ceny (* 2. prosince 1885)
- 27. února
  - Yvan Goll, francouzský básník (* 29. května 1891)
  - Ted Colson, australský antropolog a cestovatel (* 3. června 1881)
- 1. března – Alfred Korzybski, americký filozof (* 3. července 1879)
- 3. března – Ulrich Graf, německý nacistický politik (* 6. července 1878)
- 6. března – Albert Lebrun, francouzský prezident (* 29. srpna 1871)
- 12. března – Heinrich Mann, německý spisovatel (* 27. března 1871)
- 17. března – Muir S. Fairchild, generál letectva Spojených států amerických (* 2. září 1894)
- 19. března
  - Walter Haworth, britský chemik, nositel Nobelovy ceny (* 19. března 1883)
  - Edgar Rice Burroughs, americký spisovatel (* 1. září 1875)
- 20. března – Walter Eucken, německý ekonom (* 17. ledna 1891)
- 22. března – Erwin Baum, německý politik (* 25. února 1868)
- 23. března – Emmanuel Mounier, francouzský katolický publicista a filosof (* 1. března 1905)
- 30. března – Léon Blum, francouzský premiér (* 9. dubna 1872)
- 3. dubna – Kurt Weill, německý hudební skladatel, mj. autor Žebrácké opery (* 2, března 1900)
- 4. dubna – Adam Rainer (* 1899)
- 5. dubna – Roman Šuchevyč, vůdčí osobnost Organizace ukrajinských nacionalistů (* 30. července 1907)
- 8. dubna – Vaslav Nijinsky, ruský tanečník (* 28. února 1889)
- 14. dubna – Ramana Maharši, tamilský mudrc (* 30. prosince 1879)
- 26. dubna – Robert Macalister, irský archeolog (* 8. července 1870)
- 27. dubna
  - Horia Bonciu, rumunský básník, prozaik a překladatel (* 19. května 1893)
  - Karl Straube, německý varhaník a dirigent (* 6. ledna 1873)
- 4. května – Paul Federn, americký psycholog a psychoanalytik (* 13. října 1871)
- 12. května – Sheldon Dick, americký vydavatel, filmař a fotograf (* ? 1906)
- 24. května – Archibald Wavell, britský polní maršál (* 5. května 1883)
- 24. června – Ivan Šmeljov, ruský spisovatel (* 3. října 1873)
- 29. června – Joe Fry, anglický automobilový závodník (* 26. října 1915)
- 1. července – Eliel Saarinen, finský architekt (* 20. srpna 1873)
- 7. července – Fats Navarro, americký jazzový trumpetista a skladatel (* 24. září 1923)
- 8. července – Othmar Spann, rakouský konzervativní filozof, sociolog a ekonom (* 1. října 1878)
- 12. července – Lev Michajlovič Galler, ruský a sovětský námořní velitel a admirál (* 29. listopadu 1883)
- 20. července – Alfred Kastil, německý filosof (* 12. května 1874)
- 22. července – William Lyon Mackenzie King, kanadský premiér (* 17. prosince 1874)
- 29. července
  - Joe Fry, britský konstruktér superrychlých vozů (* 26. září 1915)
  - Kevin Budden, australský lovec hadů (zemřel na uštknutí taipanem velkým) (* 1930)
- 5. srpna – Emil Abderhalden, švýcarský biochemik a fyziolog (* 9. března 1877)
- 8. srpna – Nikolaj Jakovlevič Mjaskovskij, ruský hudební skladatel a kritik (* 20. dubna 1881)
- 21. srpna – Natálie Konstantinovićová, princezna Černé Hory (* 10. října 1882)
- 24. srpna
  - Ernst Wiechert, německy píšící spisovatel (* 18. května 1887)
  - Grigorij Kulik, maršál Sovětského svazu a velitel dělostřelectva (* 9. listopadu 1890)
- 27. srpna – Cesare Pavese, italský spisovatel (* 9. září 1908)
- 30. srpna – Gabriel Delmotte, francouzský astronom a selenograf (* 5. února 1874)
- 6. září – Olaf Stapledon, britský filozofa autor scifi] (* 10. května 1886)
- 10. září – Raymond Sommer, francouzský automobilový závodník (* 31. srpna 1906)
- 11. září – Jan Smuts, jihoafrický státník, voják a filozof (* 24. května 1870)
- 17. září – Ernst Gotthilf, rakouský architekt (* 1. října 1865)
- 24. září – Viktorie Hesensko-Darmstadtská, hesenská princezna (* 5. dubna 1863)
- 25. září – Alexandr Jakovlevič Tairov, ruský herec a režisér (* 6. července 1885)
- 7. října – Willis Carrier, americký technik a vynálezce (* 26. listopadu 1876)
- 9. října
  - Nicolai Hartmann, německý filosof (* 20. února 1882)
  - Stanisław Szeptycki, polský generál (* 3. listopadu 1867)
  - Dimitrij Nikolajevič Uznadze, sovětský psycholog a filozof (* 2. prosince 1886)
- 20. října – Henry L. Stimson, americký státník (* 21. září 1867)
- 23. října – Al Jolson, americký zpěvák a kabaretní herec (* 26. května 1886)
- 29. října – Gustav V., švédský král (* 16. června 1858)
- 1. listopadu – Louis Magnus, první prezident Mezinárodní federace ledního hokeje (* 25. května 1881)
- 2. listopadu – George Bernard Shaw, anglický dramatik (* 26. červenec 1856)
- 18. listopadu – Gerardus van der Leeuw, nizozemský protestantský farář, religionista a egyptolog (* 3. března 1890)
- 20. listopadu – Francesco Cilea, italský skladatel (* 23. července 1866)
- 25. listopadu – Johannes Vilhelm Jensen, dánský spisovatel, nositel Nobelovy ceny (* 20. ledna 1873)
- 26. listopadu
  - Hedwiga Courthsová-Mahlerová, německá spisovatelka (* 18. února 1867)
  - Edward Cavendish, 10. vévoda z Devonshiru, britský politik, státník a šlechtic (* 6. května 1895)
- 2. prosince – Dinu Lipatti, rumunský klavírní virtuos a hudební skladatel (* 1. dubna 1917)
- 3. prosince – Pavel Bažov, ruský spisovatel (* 27. ledna 1879)
- 5. prosince – Šrí Aurobindo, hinduistický filozof a jogín (* 15. srpna 1872)
- 6. prosince – Stanisława Samulowska, polská řeholnice, služebnice Boží (* 21. ledna 1865)
- 10. prosince
  - Oliver Stanley, britský konzervativní politik, ministr (* 4. května 1896)
  - Kim Kju-sik, viceprezident korejské prozatímní vlády (* 28. února 1880)
- 13. prosince – Abraham Wald, americký matematik (* 31. října 1902)
- 18. prosince – Viliam Žingor, hrdina Slovenského národního povstání (* 30. července 1912)
- 21. prosince
  - Alíja bint Alí, irácká královna (* 1911)
  - Konrad von Preysing, německý kardinál a berlínský biskup (* 30. srpna 1880)
  - Paul Haviland, americký fotograf a spisovatel (* 17. června 1880)
- 27. prosince – Max Beckmann, německý malíř, grafik, sochař a spisovatel (* 12. února 1884)
- 31. prosince
  - Karl Renner, první kancléř Rakouské republiky (* 14. prosince 1870)
  - Charles Koechlin, francouzský hudební skladatel (* 27. listopadu 1867)
- neznámé datum
  - Chauncey Delos Beadle, kanadský botanik (* 5. srpna 1866)
  - Si Čchia, čínský generál a ministr v Mandžukuu (* 1883)
  - Mile Devrnja, jugoslávský partyzán (* 1908)

## Hlavy států

### Evropa

#### Socialistický blok
- Československo – prezident Klement Gottwald
- Německá demokratická republika (východ) – Wilhelm Pieck
- Litevská SSR – prezident Antanas Sniečkus
- Sovětský svaz – předseda prezídia Nikolaj Michajlovič Švernik (generální tajemník Josif Stalin)
- Jugoslávie – prezident Ivan Ribar
- Socialistická republika Slovinsko – předseda lidového shromáždění Josip Vidmar

#### Demokratické státy
- Francie – prezident Vincent Auriol
- Švýcarsko – prezident Max Petitpierre
- Spolková republika Německo (západ) – kancléř Konrad Adenauer
- Rakousko – prezident Karl Renner
- Vatikán – papež Pius XII.
- Španělsko – prezident Francisco Franco
- Itálie – prezident Luigi Einaudi

#### Monarchie
- Velká Británie – král Jiří VI.
- Lucembursko – kněžna Šarlota Lucemburská
- Lichtenštejnsko – kníže František Josef II.
- Řecké království – král Pavel I. Řecký
- Švédsko – král Gustav V., po jeho smrti Gustav VI. Adolf
- Monako – kníže Rainier III.
- Dánsko – král Frederik IX.
- Nizozemí – královna Juliána Nizozemská

### Blízký východ a Severní Afrika
- Turecko – prezident İsmet İnönü, po volbách Celâl Bayar
- Maroko – sultán Muhammad V.
- Egyptské království – král Farúk I.

### Dálný východ a Asie
- Íránský císařský stát – císař Muhammad Rezá Pahlaví
- Afghánské království – Mohammed Zahir Šáh
- Japonské císařství – císař Hirohito
- Čína – předseda ČLR Mao Ce-tung

### Amerika
- USA – prezident Harry Truman
- Kanada – král Jiří VI.
- Mexiko – prezident Miguel Alemán Valdés

#### Jižní Amerika
- Argentina – prezident Juan Perón
- Honduras – prezident Juan Manuel Gálvez

### Digitální archivy k roku 1950
- Československý filmový týdeník v archivu České televize – rok 1950
- Dokumentární cyklus České televize Retro – rok 1950
- Pořad stanice Český rozhlas 6 Rok po roce – rok 1950
- Lidové noviny – ročník 58 rok 1950
- Rudé právo – rok 1950